# Deutsche Besetzung Polens 1939–1945

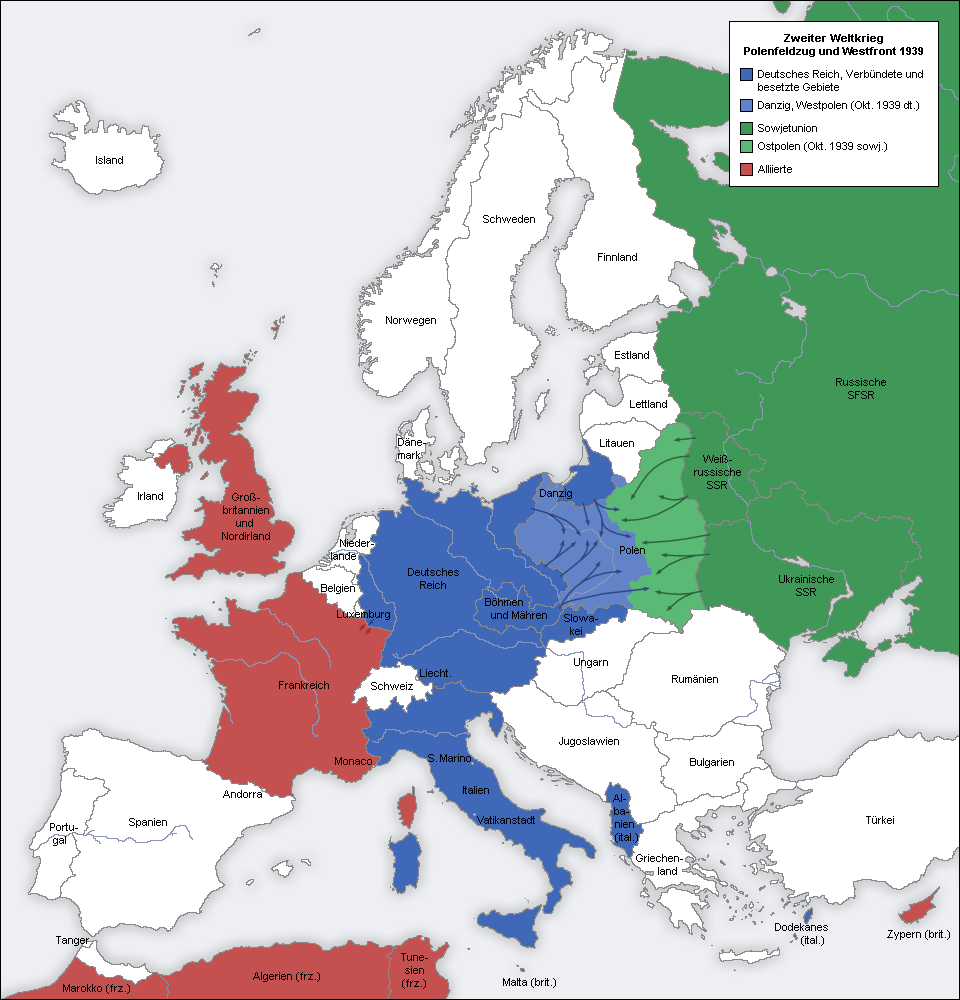
Deutscher und sowjetischer Angriff auf Polen, September und Oktober 1939

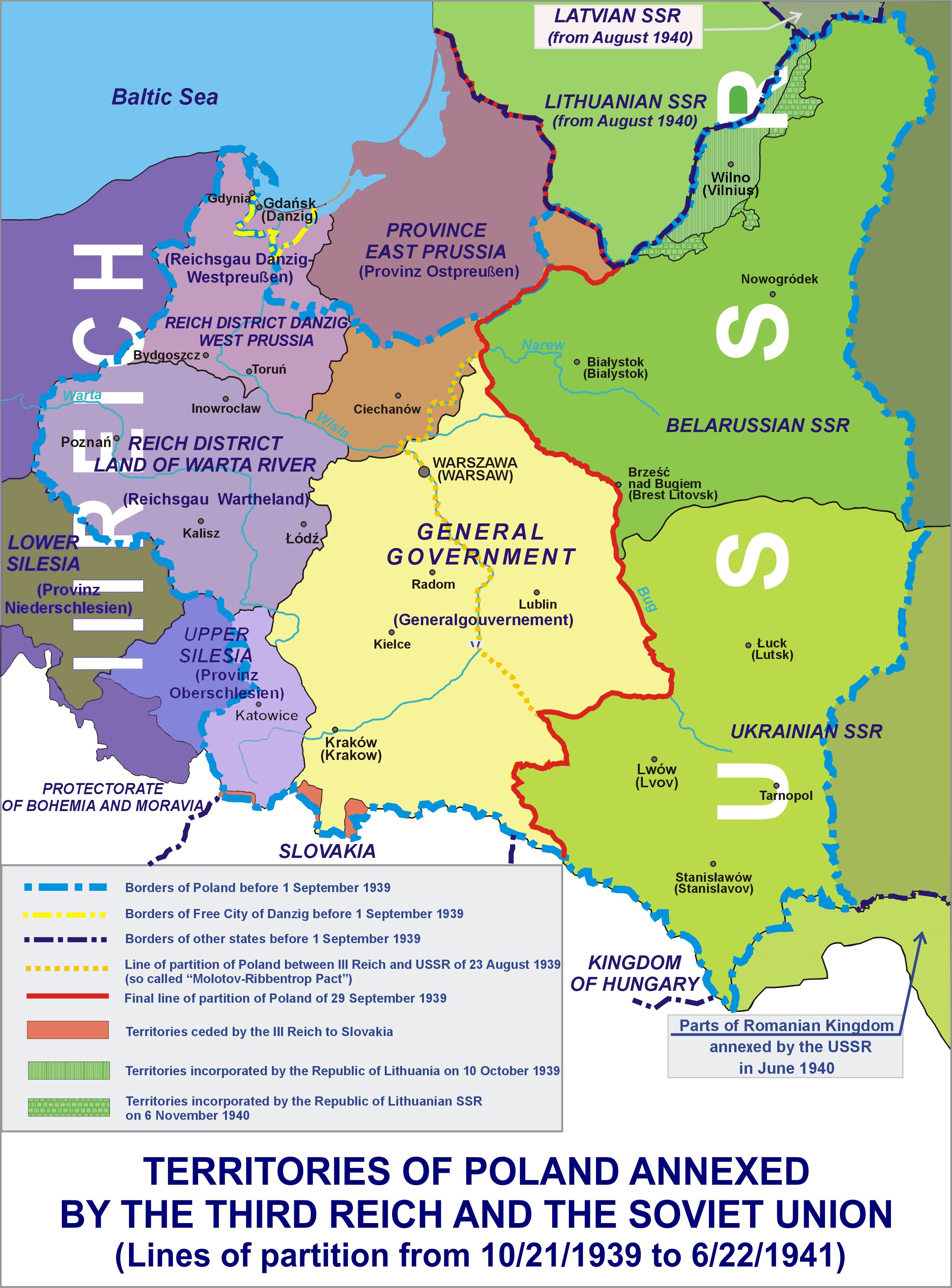
Okkupation der Zweiten Polnischen Republik durch das Deutsche Reich und die Sowjetunion 1939–1941

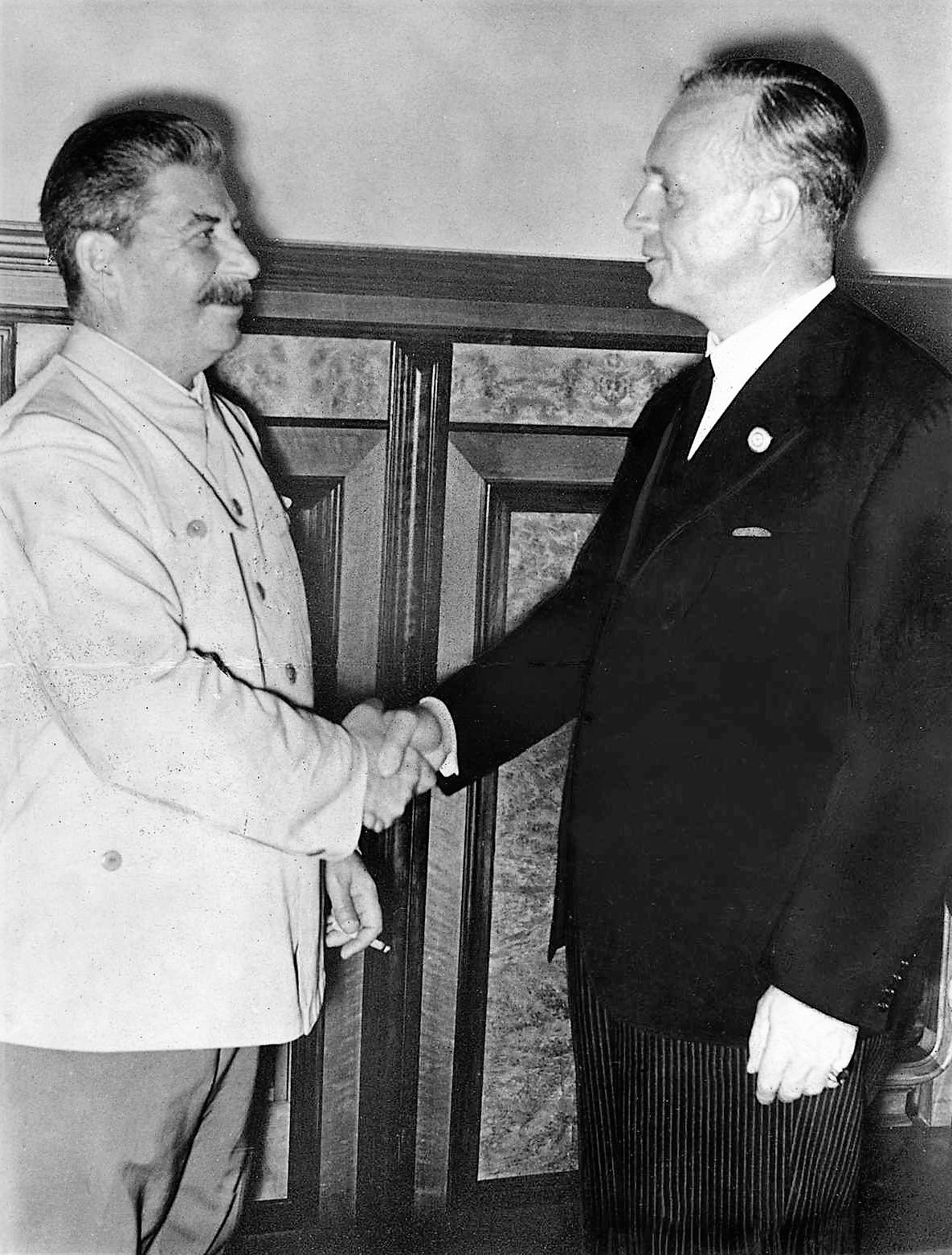
Stalin und Ribbentrop besiegeln den deutsch-sowjetischen Nichtangriffspakt, Moskau, 23. August 1939

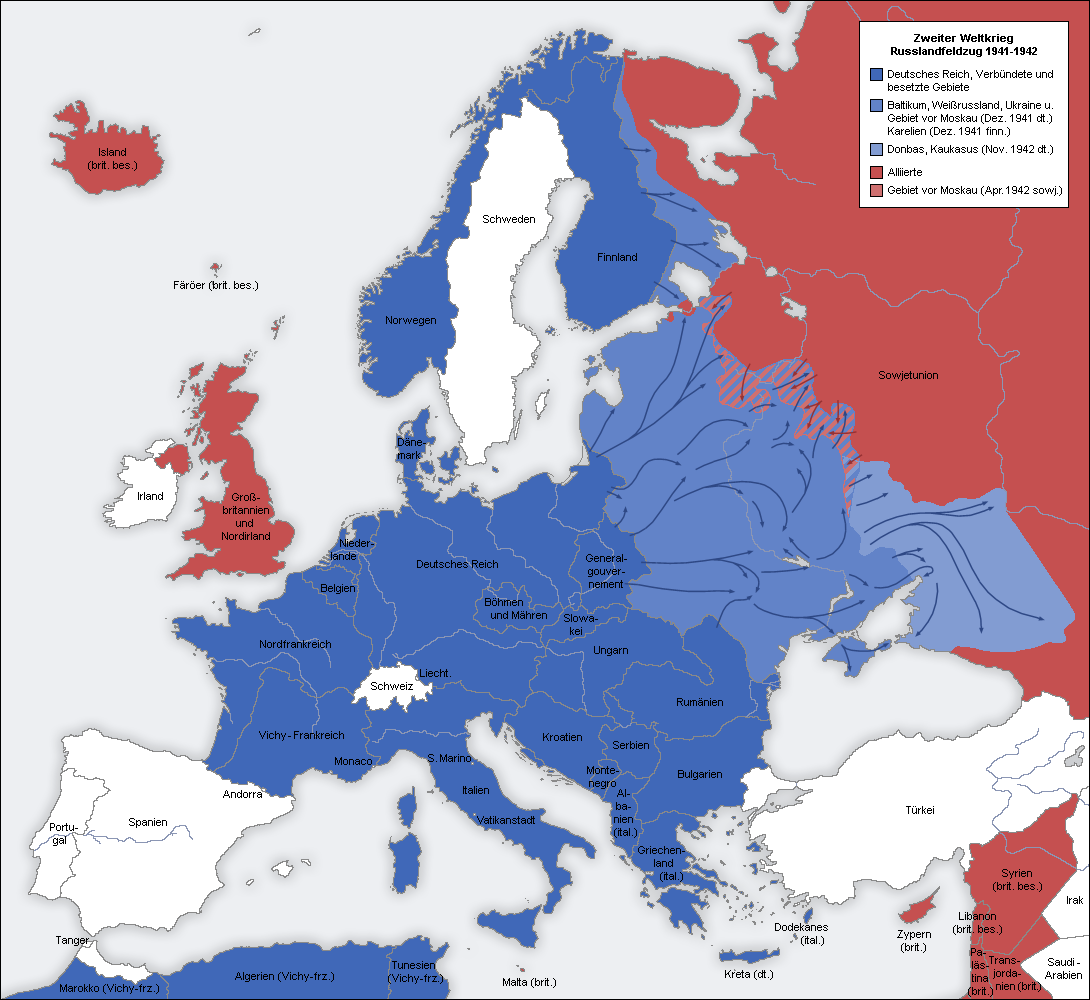
Deutscher Krieg gegen die Sowjetunion, 1941 bis 1942

Die deutsche Besetzung Polens (1939–1945) im Zweiten Weltkrieg begann mit dem Überfall der deutschen Wehrmacht auf die Zweite Polnische Republik am 1. September 1939.
Gemäß dem geheimen Zusatzprotokoll des Hitler-Stalin-Paktes vom 23. August 1939 marschierten am 17. September auch sowjetische Truppen ein (→ sowjetische Besetzung Ostpolens). Im Deutsch-Sowjetischen Grenz- und Freundschaftsvertrag teilten beide Mächte am 28. September das damalige Territorium Polens unter sich auf. Das westliche Polen kam daraufhin unter deutsche Besatzungsherrschaft oder wurde ins Deutsche Reich eingegliedert.
Nach dem deutschen Überfall auf die Sowjetunion ab 22. Juni 1941 wurde auch Ostpolen deutsch besetzt. Vom 12. Januar bis Anfang Februar 1945 befreite die Rote Armee in der Weichsel-Oder-Operation nahezu das gesamte noch von der Wehrmacht besetzte polnische Gebiet.
Im Zweiten Weltkrieg war somit kein anderes Land dem Terror eines nationalsozialistischen Besatzungsregimes länger ausgesetzt als Polen. In dem Land, in dem ursprünglich mehr als drei Millionen Juden lebten, führten die deutschen Besatzer einen „Volkstumskampf“. Das Land selbst, Teil des geplanten Lebensraums im Osten, wurde wirtschaftlich ausgebeutet oder mit Volksdeutschen besiedelt, während die ortsansässige Bevölkerung oft deportiert oder ermordet wurde. Mit der „Polenvermögensverordnung“ vom 17. September 1940 und der „Polenstrafrechtsverordnung“ vom 4. Dezember 1941 wurde die Ausplünderung und Entrechtung der einheimischen Bevölkerung legalisiert.

## Polen in der deutschen Wahrnehmung
Im Deutschen Reich herrschte in der Zeit der Weimarer Republik nach 1918 fast durchweg eine Polen gegenüber feindliche Stimmung vor. Hauptsächlich wurde dies mit den territorialen Verlusten begründet, die Deutschland im Versailler Vertrag gegenüber der nach dem Ersten Weltkrieg errichteten Zweiten Polnischen Republik auferlegt wurden, sowie in den folgenden Auseinandersetzungen während des Großpolnischen Aufstands und der Aufstände in Oberschlesien. In den 1920er Jahren verschärfte daneben noch ein Wirtschaftskrieg das Verhältnis zum östlichen Nachbarn. Polen spielte in der Zwischenkriegszeit eine wichtige Rolle im Bündnissystem der Siegermacht Frankreich, die ein Wiedererstarken Deutschlands zu verhindern suchte. Die polnische Regierung betrieb eine sehr rigide Politik gegenüber den nationalen Minderheiten, die viele Volksdeutsche zur Auswanderung ins Deutsche Reich veranlasste. Nach der Machtübernahme der Nationalsozialisten 1933 wurde im Januar 1934 der deutsch-polnische Nichtangriffspakt abgeschlossen. Die Presse wurde daraufhin vom Reichsministerium für Volksaufklärung und Propaganda angewiesen, nicht mehr negativ über Polen zu berichten. Dies änderte sich erst wieder während der Krise im Frühjahr 1939. In der folgenden Pressekampagne kam die negative Einstellung gegenüber dem polnischen Staat und seiner Bevölkerung auf zwei Ebenen zum Ausdruck. Auf der ersten, der politischen Ebene, wurde der polnische Staat als „Raubstaat“ oder „Saisonstaat“ tituliert, der nichts mehr darstelle als eine Marionette Großbritanniens und Frankreichs. Dies geschah in Anspielung auf die Gebietsverluste Deutschlands gegenüber Polen von 1919/20. Damit wurde praktisch die Existenzberechtigung Polens in Frage gestellt.
Auf der zweiten Ebene knüpfte die nationalsozialistische Propaganda an sehr alte Ressentiments gegenüber dem polnischen Volk an. Es wurde häufig als zurückgeblieben und zu kulturellen Leistungen unfähig charakterisiert. Die Landbevölkerung sei gutmütig, aber dumm und die Umgebung von primitiver Einfachheit geprägt. In einer Heeresdienstvorschrift (H.Dv.g.44) „Militärgeographische Beschreibung von Polen“ des deutschen Generalstabes vom 1. Juli 1939 wurde die polnische Bevölkerung folgendermaßen beschrieben: „Die Polen: Charakter: Sanguinisch, temperamentvoll, leidenschaftlich, sehr gastfreundlich, aber sehr leichtsinnig und unbeständig. […] Das polnische Volk hat ein hochgespanntes Nationalgefühl und Geltungsbedürfnis, das gegenüber dem Deutschtum nicht frei von Minderwertigkeitsgefühlen ist. Starker Chauvinismus findet sich in allen Volksschichten und äußert sich anderen Volksgruppen gegenüber als Verachtung, Polonisierung und Verdrängung. […] Die Volksbildung steht in Polen nicht hoch. Sie nimmt von Westen nach Osten sehr stark ab. Das gilt auch für das gesamte Kulturniveau.“ Dass diese Einstellung auch die Führungsebene der Wehrmacht teilte, belegt eine Äußerung des Generalstabschefs Franz Halder: „… der polnische Soldat ist wohl der dümmste in Europa, wenn man etwa von Rumänien absieht.“
Im Januar 1940 wurden diese Ansichten in einem Aufsatz in der vom Generalstab des Heeres herausgegebenen Zeitschrift Militärwissenschaftliche Rundschau noch einmal auf den Punkt gebracht. In dem Aufsatz Die Polen im Urteil geschichtlicher Persönlichkeiten wurde versucht, mit Zitaten historischer Persönlichkeiten nachzuweisen, dass der polnische Staat keinerlei Existenzberechtigung hätte. Auffällig waren dabei die Zitate Friedrichs des Großen, wie zum Beispiel das folgende aus dem Jahre 1773: „Sie beurteilen die Polen so, wie ich sie immer angesehen habe: als eine hochmütige, anmaßende, heruntergekommene und niedere Rasse.“
Auch die nationalsozialistische Propaganda gegen Juden wurde gegen Polen instrumentalisiert, denn ein erheblicher Teil der polnischen Bevölkerung (ca. 10 %) war jüdischen Glaubens. So wurde behauptet, in den „jüdischen“ Städten herrsche Gestank und Schmutz, während das Kapital vollständig in jüdischer Hand sei. Die Juden selbst würden sich durch „Grausamkeit, Brutalität, Hinterlist und Lüge“ auszeichnen. Oft wurden sie auch unumwunden als „Deutschenhasser“ bezeichnet. Aber auch die katholische Kirche in Polen war Zielscheibe der nationalsozialistischen Propaganda. Auf einem vom Oberkommando des Heeres (OKH) herausgegebenen Merkblatt hieß es zum Beispiel: „Träger der nationalen Hetze ist im Allgemeinen die katholische Geistlichkeit.“ Somit bestand das Feindbild des polnischen Staates in der nationalsozialistischen Propaganda aus vier Aspekten, nämlich staatlichen, nationalen, rassischen und biologischen:
1. Der polnische Staat sei als Resultat des Versailler Vertrages untragbar;
2. Die Polen seien verantwortungslos und würden das Deutsche Reich bedrohen;
3. Die polnische Bevölkerung sei „rassisch minderwertig“ und „verjudet“;
4. Die polnische Überbevölkerung bedrohe das Deutsche Reich mit ihrer Minderwertigkeit.[7]

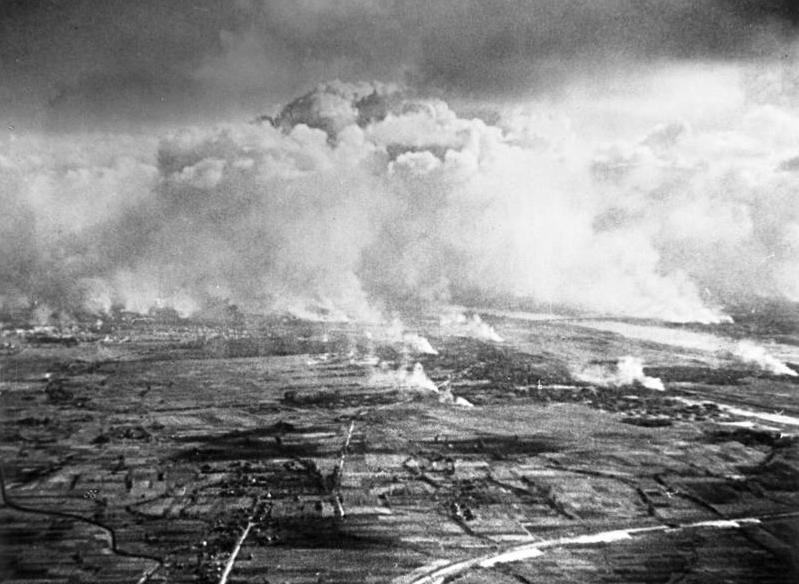
Luftaufnahme von Warschau nach einem deutschen Bombenangriff, September 1939

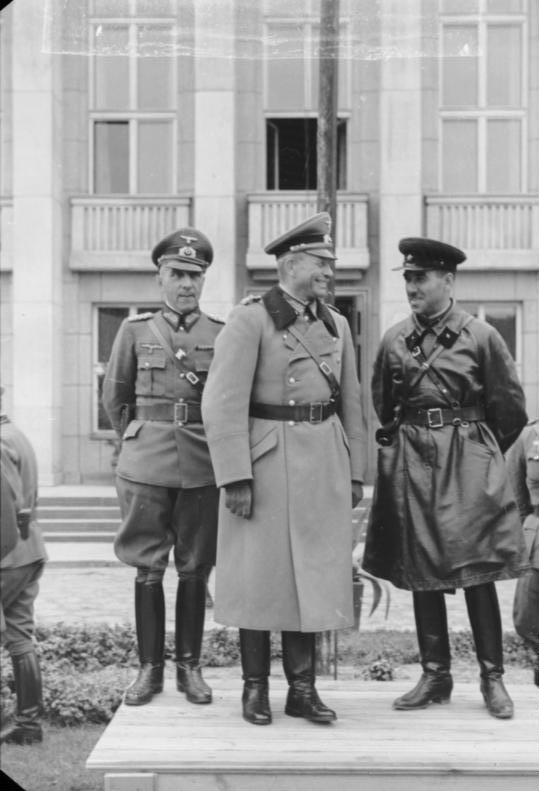
Deutsch-sowjetische Siegesparade in Brest Litowsk, Generäle Guderian und Kriwoschein, 22. September 1939

In den Wochen vor dem Beginn des Krieges berichtete die nationalsozialistische Presse ständig von Grenzzwischenfällen und Übergriffen auf die deutsche Minderheit in Polen. Viele dieser Berichte waren stark übertrieben und propagandistisch zugespitzt. Doch in der Wahrnehmung vieler Deutscher musste es so erscheinen, als wolle Polen tatsächlich einen Krieg provozieren. Sie sahen sich deshalb, als es im September 1939 zum Angriff auf Polen kam, vielfach im Recht. Dabei wurde den Soldaten erklärt, dass sie keine Rücksicht auf die Bevölkerung zu nehmen bräuchten. Schon in der Ansprache Hitlers vor den Oberbefehlshabern am 22. August 1939 hatte es bereits am 22. August 1939 geheißen: „Bei Beginn und Führung des Krieges kommt es nicht auf das Recht an, sondern auf den Sieg … brutales Vorgehen, größte Härte.“. Ebenso schärfte auch das bereits erwähnte Merkblatt des OKH den Soldaten ein: „Zuvorkommende Behandlung wird bald als Schwäche ausgelegt.“ Letztlich stellte Hitler am 24. Oktober 1939 in seiner Anweisung Nr. 1306 an das Reichspropagandaministerium fest: „Es muss auch der letzten Kuhmagd in Deutschland klargemacht werden, dass das Polentum gleichwertig ist mit Untermenschentum. Polen, Juden und Zigeuner stehen auf der gleichen unterwertigen Stufe.“

## Die Einrichtung der deutschen Verwaltung in Polen
Hitler hatte zu Beginn des Krieges noch kein schlüssiges Konzept für Polen. Sicher war nur, dass das Territorium der ehemaligen preußischen Provinzen wieder dem Deutschen Reich angegliedert werden sollten. Auch die Möglichkeit eines Weiterbestehens eines polnischen Reststaates („Weichselland“, wie im Russischen Reich) schloss er nicht aus, da er einen solchen als Verhandlungsobjekt bei einem Friedensschluss mit den Westmächten ansah. Allerdings zeigte Josef Stalin im Deutsch-Sowjetischen Grenz- und Freundschaftsvertrag vom 28. September 1939 keinerlei Interesse an einem polnischen Reststaat und der britische Premierminister Arthur Neville Chamberlain reagierte nicht wie erhofft auf Hitlers „Friedensrede“ vom 6. Oktober, so dass die Idee eines Reststaates fallengelassen wurde. Am 15. Mai 1940 teilte Ernst Freiherr von Weizsäcker, Staatssekretär im Auswärtigen Amt, dem Oberkommando der Wehrmacht (OKW) mit, dass Polen völkerrechtlich nicht mehr existiere. „Ein Polnischer Staat, mit dem das Deutsche Reich sich im Krieg befindet, ist nicht mehr vorhanden. Die Gebiete der ehemaligen Polnischen Republik sind nach der Vernichtung des polnischen Heeres unter die Souveränität anderer Staaten gestellt worden …“. Damit nahm er zu einer Anfrage des OKW Stellung, inwieweit für die besetzten polnischen Gebiete der völkerrechtliche Begriff des „Kriegsgebietes“ angewendet werden solle.
Hinsichtlich der Verwaltung der besetzten Gebiete war die deutsche Expansion nach Polen schlecht geplant und vorbereitet. Anfänglich wurde eine der Wehrmacht unterstellte Verwaltung von sogenannten Chefs der Zivilverwaltung (Feindesland) eingesetzt. Nach wenigen Wochen bereits wurde diese Militärverwaltung durch eine nationalsozialistische Zivilverwaltung ersetzt, die der Wehrmacht nicht mehr unterstand.

### Aufbau und Ende der Militärverwaltung

#### Der Aufbau der Militärverwaltung
Die Verwaltungshoheit in einem besetzten Gebiet ging nach dem 2. Reichsverteidigungsgesetz im Falle des „Verteidigungs- und Kriegszustandes“ an den Oberbefehlshaber des Heeres über. Dieser Rechtszustand war von Hitler jedoch nicht verkündet worden. Er übertrug dem Oberbefehlshaber des Heeres, Generaloberst Walther von Brauchitsch, deshalb am 25. August durch eine Anordnung die vollziehende Gewalt in den besetzten polnischen Gebieten. Brauchitsch wiederum trat diese Befugnisse an die einzelnen Armee-Oberbefehlshaber ab.
Jedem Oberkommando der fünf am Überfall auf Polen beteiligten deutschen Armeen war ein Chef der Zivilverwaltung (Feindesland) (CdZ) mit einem Stab von Verwaltungsleuten unterstellt. Diese CdZ-Stäbe, die Einsatzgruppen der Sicherheitspolizei und ein „Sonderstab Fitzner“, der das ehemals deutsche Ostoberschlesien übernehmen sollte und vom Präsidenten der Wirtschaftskammer von Breslau, Otto Fitzner, geführt wurde, waren bereits vor Kriegsbeginn als Besatzungsorgane vorbereitet worden. Hitler hatte am 8. September 1939 eine entsprechende Richtlinie unterzeichnet.
Mit dem Vorrücken der Armeen begannen die CdZ, in den eroberten Gebieten eine Besatzungsverwaltung einzurichten. Mit dem weiteren Vorrücken der Truppen wurden zur Entlastung der Kommandos der Heeresgruppen ab der zweiten Kriegswoche eigenständige Militärbefehlshaber eingesetzt. Deren Aufgabe war es, Militärverwaltungen aufzubauen. Diese Militärbefehlshaber stützten sich auf die vorbereiteten Organisationen der CdZ, die ihnen formell unterstellt waren. Als Chefs der Zivilverwaltungen bei diesen Militärbefehlshabern wurden die NSDAP-Gauleiter der benachbarten deutschen Gebiete eingesetzt. Diese waren als Reichsstatthalter für die zu annektierenden Gebiete vorgesehen. Sie konnten wegen der Rückendeckung, die sie bei Hitler hatten, ihre Vorstellungen zunehmend ohne Rücksichten durchsetzen. Faktisch entwickelte sich dadurch eine zivile Besatzungsverwaltung, die dem Militär nur noch formell unterstellt war.
Zu Beginn des Krieges hatte der Aufbau der Landwirtschaft besondere Bedeutung.

#### Die Einsatzgruppen

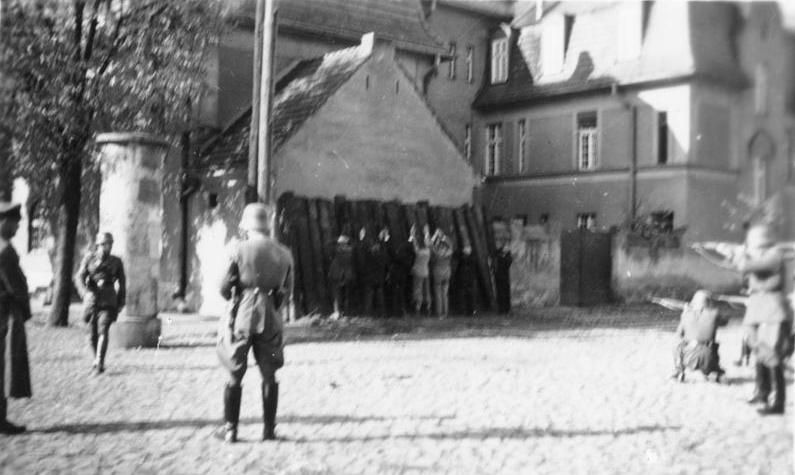
Exekution von polnischen Geiseln durch SS-Einsatzgruppe am 20. Oktober 1939 in Kórnik

Für die Sicherheit im rückwärtigen Frontgebiet sollten Verbände der Sicherheitspolizei und des SD sorgen. Zu diesem Zweck wurde wiederum jeder Armee eine Einsatzgruppe unterstellt, die im Rahmen der sogenannten „Intelligenzaktion“ mit der „Bekämpfung aller reichs- und deutschfeindlicher Elemente rückwärts der fechtenden Truppe“ beauftragt war. Bereits im Mai 1939 war auf Befehl Heinrich Himmlers das sogenannte „Sonderfahndungsbuch Polen“ zusammengestellt worden, in dem die Namen von 61.000 Polen standen, die verhaftet werden sollten. Darüber hinaus sollten die Einsatzgruppen auch gegen jene Einwohner vorgehen, „die sich den Maßnahmen der deutschen Amtsstellen widersetzen und offensichtlich gewillt und auf Grund ihrer Stellung und ihres Ansehens in der Lage sind, Unruhe zu stiften“. In der Praxis war damit die Liquidierung der polnischen Intelligenz gemeint. Kurz nach Beginn des Krieges wurden noch die Einsatzgruppe z. b. V. unter SS-Oberführer Udo von Woyrsch für den Einsatz in Ostoberschlesien, das Einsatzkommando 16 unter SS-Obersturmbannführer Rudolf Tröger für das Gebiet Westpreußen und die Einsatzgruppe VI unter SS-Oberführer Erich Naumann für den Raum Posen aufgestellt. Insgesamt umfassten die Einsatzgruppen ca. 2700 Mann.
Hinter der Front kam es zu geplanten Terrormaßnahmen der Einsatzgruppen, die ihr besonders Augenmerk zunächst auf die „Ausrottung“ der polnischen Bildungsschicht legten. Dies fiel ihnen umso leichter, als ihnen die Heerführung bald das Recht zur Einrichtung von Standgerichten zubilligte und im Oktober beschlossen wurde, dass die Einsatzgruppen nur noch Heinrich Himmler, dem Reichsführer SS, verantwortlich wären. Nach Schätzungen fielen den Einsatzgruppen der Sicherheitspolizei bis zum Frühjahr 1940 zwischen 60.000 und 80.000 Menschen zum Opfer.
| Bereich   | Armeebefehlshaber    | Einsatzgruppenchef                           | Chef der Zivilverwaltung (Feindesland)  |
| --------- | -------------------- | -------------------------------------------- | --------------------------------------- |
| 3. Armee  | Georg von Küchler    | (EG V) SS-Obersturmbannführer Ernst Damzog   | SS-Oberführer Heinz Jost                |
| 4. Armee  | Günther von Kluge    | (EG IV) SS-Brigadeführer Lothar Beutel       | SS-Brigadeführer Fritz Herrmann         |
| 8. Armee  | Johannes Blaskowitz  | (EG III) SS-Obersturmbannführer Hans Fischer | SS-Standartenführer Harry von Craushaar |
| 10. Armee | Walter von Reichenau | (EG II) SS-Sturmbannführer Emanuel Schäfer   | Regierungspräsident Hans Rüdiger        |
| 14. Armee | Wilhelm List         | (EG I) SS-Brigadeführer Bruno Streckenbach   | Ministerialdirektor Gottlob Dill        |

### Einrichtung der Militärbezirke
Bereits in den ersten Tagen des Krieges dehnte der Bürgermeister und spätere Gauleiter von Danzig, Albert Forster, seine Befugnisse auf den rückwärtigen Bereich der 4. Armee aus, also auf den Polnischen Korridor, und verdrängte damit Fritz Herrmann als CdZ. Ähnlich verfuhr auch der ostpreußische Gauleiter Erich Koch, der seinem Hoheitsgebiet polnische Territorien zuschlug, die nunmehr als „Südostpreußen“ (Regierungsbezirk Zichenau) bezeichnet wurden. Schon Anfang September wurde eine Regelung erarbeitet, um dauerhafte Militärbezirke in den besetzten Gebieten einzurichten, welche dann durch einen Führererlass am 25. September 1939 in Kraft trat. Es wurden vier Militärbezirke geschaffen, die jeweils von einem General befehligt wurden, dem wiederum je ein CdZ unterstellt war. Nicht zu diesen Militärbezirken kamen Südostpreußen sowie der gesonderte Militärbezirk Oberschlesien. Am 3. Oktober verlegte die Wehrmacht die meisten Kampfverbände aus Polen in den Westen und der Oberbefehlshaber Ost, Generaloberst von Rundstedt, übernahm den Befehl über das gesamte besetzte Gebiet. Als ziviler Oberverwaltungschef fungierte unter dessen Befehlsgewalt Reichsminister Hans Frank.
| Militärbezirk      | Militärbefehlshaber                     | Unterstellter Zivilverwaltungschef |
| ------------------ | --------------------------------------- | ---------------------------------- |
| Besetzte Gebiete   | Oberbefehlshaber-Ost Gerd von Rundstedt | Oberverwaltungschef Hans Frank     |
| Danzig-Westpreußen | Walter Heitz                            | Albert Forster                     |
| Posen              | Alfred von Vollard-Bockelberg           | Arthur Greiser                     |
| Lodsch             | Johannes Blaskowitz                     | Hans Frank                         |
| Krakau             | Wilhelm List                            | Arthur Seyß-Inquart                |

### Ablösung der Militärverwaltung durch Zivilverwaltung und Annexion

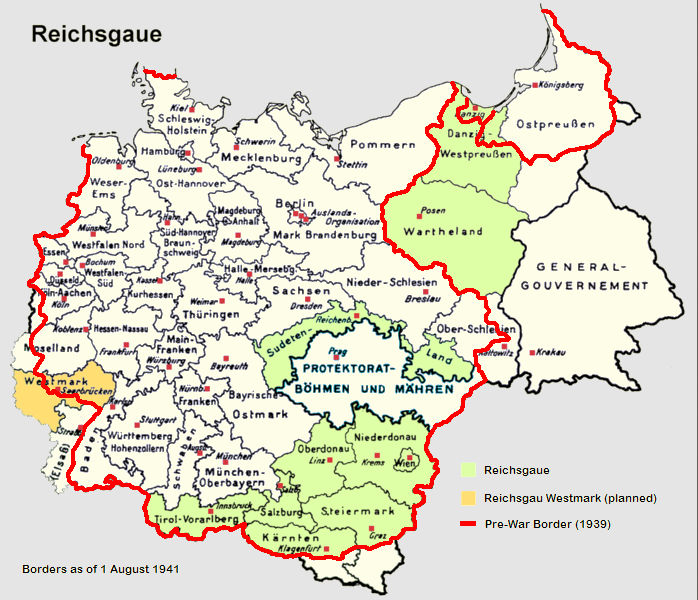
Reichsgaue und Generalgouvernement im Juni 1941

Anfang Oktober entschied Hitler dann über die Zukunft des polnischen Territoriums. Das Reichsinnenministerium erarbeitete zwei Gesetzesentwürfe. Das erste Gesetz, der „Erlass des Führers und Reichskanzlers über die Verwaltung der besetzten polnischen Gebiete“, sah die Einrichtung eines Generalgouvernements unter Reichsminister Hans Frank vor. Ein zweites „Gesetz über die Heimkehr der entrissenen Ostgebiete in das Deutsche Reich“ entschied über die anzugliedernden polnischen Gebiete, über deren genaue Abgrenzung das Reichsinnenministerium und das Auswärtige Amt noch beraten sollten. Am 8. Oktober 1939 unterzeichnete Hitler diese Entwürfe, deren Inkrafttreten vom 1. November auf den 26. Oktober vorgezogen wurde, mit denen die Militärverwaltung überstürzt wieder aufgehoben wurde. Die Militärführung war nicht rücksichtslos und nicht skrupellos genug. Der „harte Volkstumskampf“ gestatte „keine gesetzlichen Bindungen“, „die Wehrmacht soll es begrüßen, wenn sie sich von den Verwaltungsfragen in Polen absetzen kann“, formulierte Hitler zu den Okkupationszielen im Generalgouvernement.
 Mit diesen Gesetzen wurden die neuen Reichsgaue, die aus den nun annektierten polnischen Gebieten gebildet wurden, ab dem 26. Oktober 1939 offiziell einer deutschen Zivilverwaltung unterstellt.

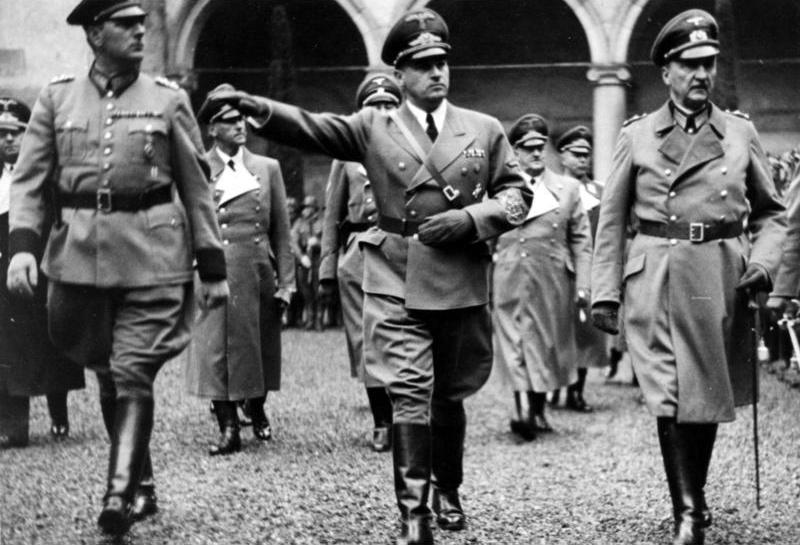
Staatsakt auf dem Wawel in Krakau 1939, v. l. n. r. Kurt Daluege, Hans Frank, General von Gienanth

Aus den annektierten polnischen Gebieten entstanden die Reichsgaue Wartheland (Gauleiter Arthur Greiser), Danzig-Westpreußen (Gauleiter Albert Forster) sowie das Generalgouvernement für die besetzten polnischen Gebiete (Generalgouverneur Hans Frank). Ostoberschlesien wurde an die Provinz Schlesien angegliedert und Gebiete nördlich von Warschau der Provinz Ostpreußen zugeschlagen (sog. Regierungsbezirk Zichenau, Landkreis Sudauen).
Die Heeresführung war an diesen Entscheidungen nicht beteiligt worden. Nach Inkrafttreten der Gesetze standen ihr lediglich Befugnisse zur Sicherung der Grenze zur Sowjetunion und für den Fall von inneren Unruhen zu, und sie konnte in den beiden neuen Reichsgauen die Wehrkreise XX und XXI errichten, während die schlesischen und ostpreußischen Wehrkreise VIII und I einfach entsprechend dem Gebietszuwachs der parallelen Reichsgaue ausgedehnt wurden. Die Heeresführung war jedoch froh, sich nicht weiter an Hitlers „Volkstumskampf“ beteiligen zu müssen. Für die polnische Bevölkerung jedoch bedeutete die Ablösung der exekutiven Gewalt des Militärs eine Verschlechterung ihrer Situation, da die Wehrmacht zumindest beabsichtigt hatte, sich an die Haager Landkriegsordnung zu halten. Das vom Deutschen Reich besetzte Territorium umfasste 187.717 km² oder etwa 48,5 % des polnischen Staatsgebietes. Davon wurde ein Gebiet von 91.974 km² mit ungefähr 10 Millionen Einwohnern direkt an das Deutsche Reich angegliedert, während die verbleibenden 95.743 km² mit 12,1 Millionen Einwohnern als Generalgouvernement unter deutsche Verwaltung gestellt wurden. Nach den ersten Eroberungen im Krieg gegen die Sowjetunion wurde am 1. August 1941 noch Galizien als fünfter Distrikt an das Generalgouvernement angeschlossen, welches somit auf 142.000 km² anwuchs. Von den 22 Millionen ehemaligen polnischen Staatsangehörigen waren 80 % ethnische Polen und etwa 10 % Juden. Die übrigen 10 % setzten sich aus Volksdeutschen, Ukrainern und Weißrussen zusammen.

### Das Generalgouvernement

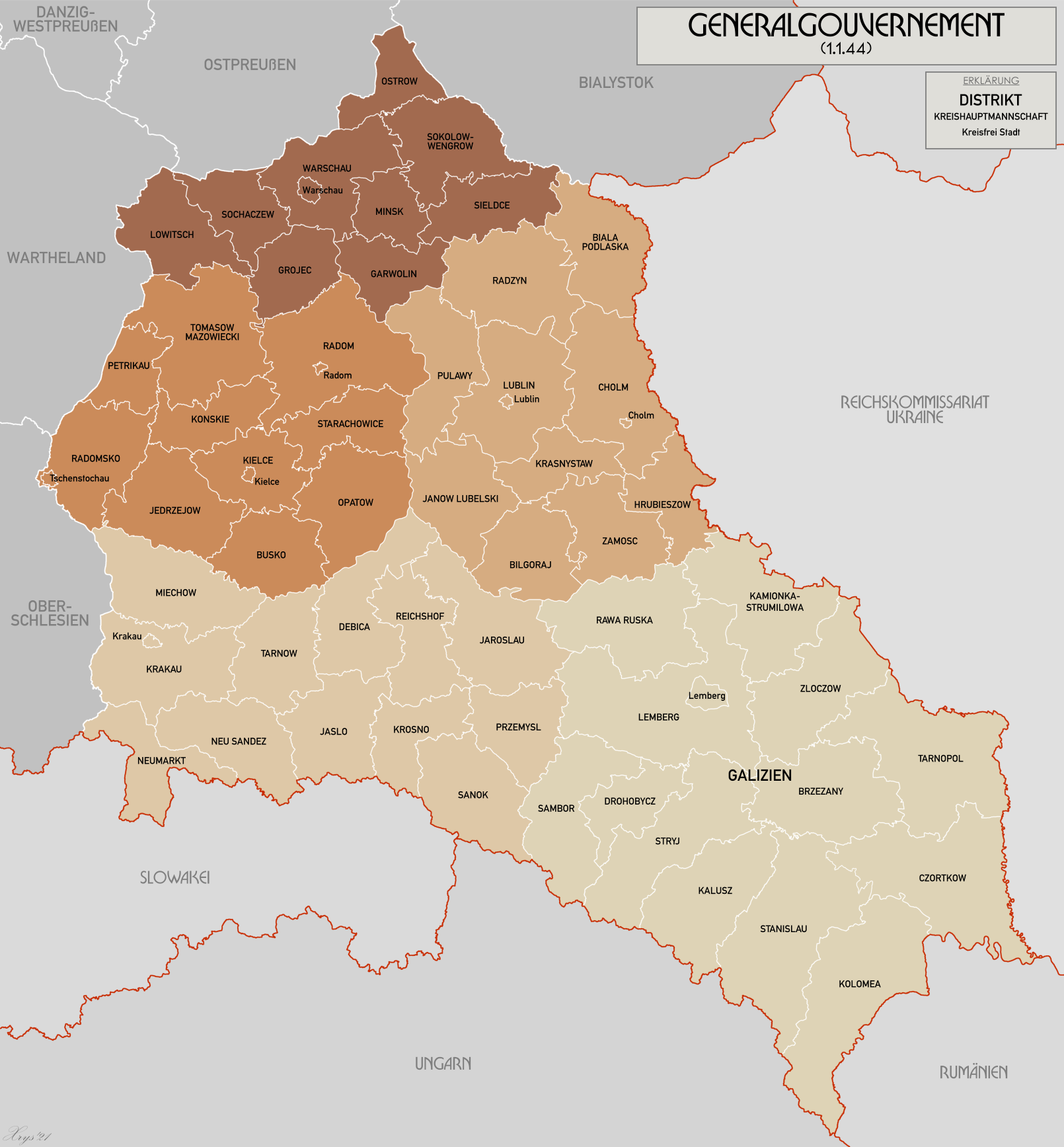
Karte des Generalgouvernements (mit Galizien) im Januar 1944

Das Generalgouvernement für die besetzten polnischen Gebiete stellte ein relativ unabhängiges Gebilde dar. Es besaß einen eigenen Etat sowie ein eigenes Zoll- und Währungssystem. Als Sitz des „Amtes des Generalgouverneurs“ (später „Regierung des Generalgouvernements“) wählte Hans Frank Krakau. Das Gebiet unterteilte er in die vier Distrikte Radom, Warschau, Lublin und Krakau zu denen am 1. August 1941 noch der Distrikt Galizien kam. Hans Frank war zwar als Generalgouverneur eingesetzt, doch auch viele andere Reichsbehörden waren an der Verwaltung des Generalgouvernements beteiligt. Der Etat wurde vom Reichsfinanzministerium festgelegt, die Reichsbahn verfügte über das Schienennetz, Hermann Göring hatte als „Beauftragter für den Vierjahresplan“ Verordnungsrechte und Himmler griff als „Reichskommissar für die Festigung deutschen Volkstums“ immer wieder in die Befugnisse Franks ein. Mit Friedrich-Wilhelm Krüger hatte er im Mai 1942 seinen HSSPF Ost zum Staatssekretär für das Sicherheitswesen ernennen lassen, der neben Franks Regierung eine zweite parallele und mächtige Nebenregierung aufbaute. Die Wehrmacht hatte dagegen wenig Einfluss. Der neue Oberbefehlshaber Ost Johannes Blaskowitz protestierte mehrfach gegen die Misshandlung und Ermordung von jüdischen und nicht-jüdischen Polen, bis er im Mai 1940 durch Generalleutnant Curt Ludwig von Gienanth abgelöst wurde. Im Juli 1940 wurde die offizielle Bezeichnung in „Generalgouvernement“ verkürzt und der Oberbefehlshaber Ost in „Militärbefehlshaber im Generalgouvernement“ umbenannt, was den dauerhaften Charakter dieser Einrichtungen kennzeichnete.
Über die Zukunft des Generalgouvernements herrschte keine Einigkeit. Martin Bormann schlug vor, das besetzte Land in Reichsgaue aufzuteilen, während Hans Frank es als „Nebenland des Reiches“ bestehen oder als „Vandalengau“ an das Deutsche Reich anschließen wollte. Hitler traf bezüglich des Gebiets keine endgültige Entscheidung. Das Generalgouvernement wurde am 1. September 1942 zum Heimatkriegsgebiet erklärt, bevor am 11. September 1944 aufgrund der militärischen Lage das „Heeresgebiet Generalgouvernement“ eingerichtet werden musste. Ab dem Sommer 1944 begann der Zusammenbruch des Generalgouvernements als Folge des sowjetischen Vormarsches und immer stärkerer Aktivitäten von Partisanen. Im Januar 1945 fiel schließlich auch der Verwaltungssitz Krakau an die Truppen der Roten Armee, womit das Generalgouvernement aufhörte zu existieren.

## Besatzungsherrschaft und Besatzungspolitik

### Politik in den annektierten Gebieten
Besonders für die als „Lebensraum“ vorgesehenen annektierten Gebiete hatte Hitler einen „volkstumspolitischen Kampf“ angekündigt. Dies bedeutete im Detail, dass dieser Raum „entpolonisiert“, „entjudet“ und der Boden vollständig „germanisiert“ werden sollte. Hitlers „Erlaß zur Festigung des deutschen Volkstums“ vom 7. Oktober 1939 gab Himmler eine Generalvollmacht. Auf drei Wegen wurde die Bevölkerung beseitigt:
- durch den Massenmord an der polnischen Intelligenz
- durch die Massenaussiedlung rassisch unerwünschter Bevölkerungsgruppen in das Generalgouvernement
- durch die Massendeportation polnischer Arbeiter nach Deutschland

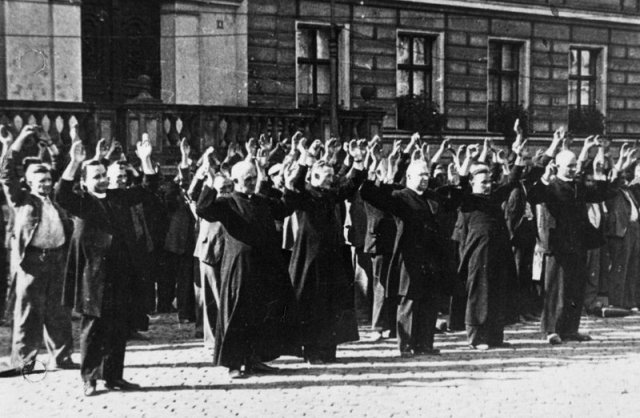
Polnische „Geiseln“ (Zivilisten und Priester), Bromberg, 9. September 1939

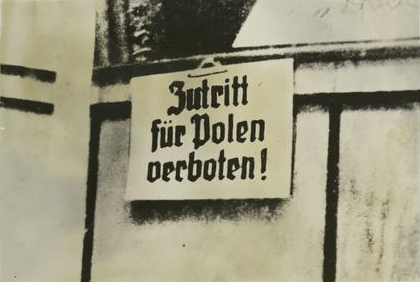
Das deutsche Warnzeichen im besetzten Polen 1939 – „Zutritt für Polen verboten!“

Die nationalsozialistischen Entscheidungsträger planten, sämtliche Polen und Juden in das Generalgouvernement zu deportieren und stattdessen Volksdeutsche aus den verschiedensten Teilen Europas dort anzusiedeln. Einer ersten großen Terrorwelle gegen ethnische Polen fielen zum Jahresende 1939 allein in diesem Raum nach Schätzungen etwa 42.000 Personen zum Opfer. Diese gehörten zum größten Teil der polnischen Intelligenz an, da man seitens der NS-Verwaltung davon ausging, dass Menschen mit höherer Bildung eine Gefahr für die deutsche Besatzungsherrschaft darstellten. Im selben Zeitraum wurden im Generalgouvernement, das vorläufig nicht zur „Germanisierung“ vorgesehen war, „nur“ 5000 Personen verhaftet oder exekutiert. Eine zweite Terrorwelle im Frühjahr 1940 richtete sich erneut gegen eine mögliche polnische Führungsschicht. Ihr fielen allein im Wartheland 5000 Polen zum Opfer. Im Ergebnis waren alle Angehörigen der polnischen Intelligenz in den vom Deutschen Reich annektierten Gebieten bis zum Frühjahr 1941 entweder getötet, in Konzentrationslagern inhaftiert oder zur Zwangsarbeit verschleppt worden.
Im Rahmen des Generalplan Ost wurde durch den Nahplan das Vorgehen zur Ansiedlung von Volksdeutschen festgelegt. Zuständig für die Vertreibung der ursprünglichen Einwohner war die Umwandererzentralstelle (vormals „Amt für Aussiedlung von Polen und Juden“), für die Verwertung des zurückgelassenen Vermögens die Haupttreuhandstelle Ost und für die Neuansiedlung der Volksdeutschen unter dem Propagandabegriff „Heim ins Reich“ die Volksdeutsche Mittelstelle.
Allein im Reichsgau Wartheland betraf dies in dem Zeitraum vom 1. April 1941 bis zum 31. Dezember 1943 etwa 200.000 Menschen. Von etwa 670.000 polnischen Zwangsarbeitern, die zwischen 1939 und 1943 nach Deutschland verschleppt wurden, stammten allein 450.000 aus dem Wartheland, 124.000 aus Westpreußen und 71.000 aus Ostoberschlesien. Im selben Zeitraum wurden weitere 1.500.000 Polen aus diesen Gebieten vertrieben, um Siedlungsraum für etwa 500.000 Volksdeutsche aus dem Baltikum, den ehemaligen polnischen Ostprovinzen und dem Balkan zu schaffen. Beispielhaft war die Entwicklung in Posen. In der Stadt lebten im Jahr 1939 insgesamt etwa 6000 Deutsche und etwa 274.000 Polen. Drei Jahre später hingegen lebten dort etwa 95.000 Deutsche und nur noch etwa 174.000 Polen. Im ganzen Wartheland stieg die Zahl der Deutschen von 325.000 im Jahre 1939 auf etwa 786.000 im Jahre 1942. Im gleichen Zeitraum fiel die Zahl der polnischen Bevölkerung um etwa 861.000 Menschen auf etwa 300.000. Ein Instrument, den deutschen Bevölkerungsanteil zu steigern, war die zweifelhafte Einstufung der Bewohner nach den Kriterien der Deutschen Volksliste.

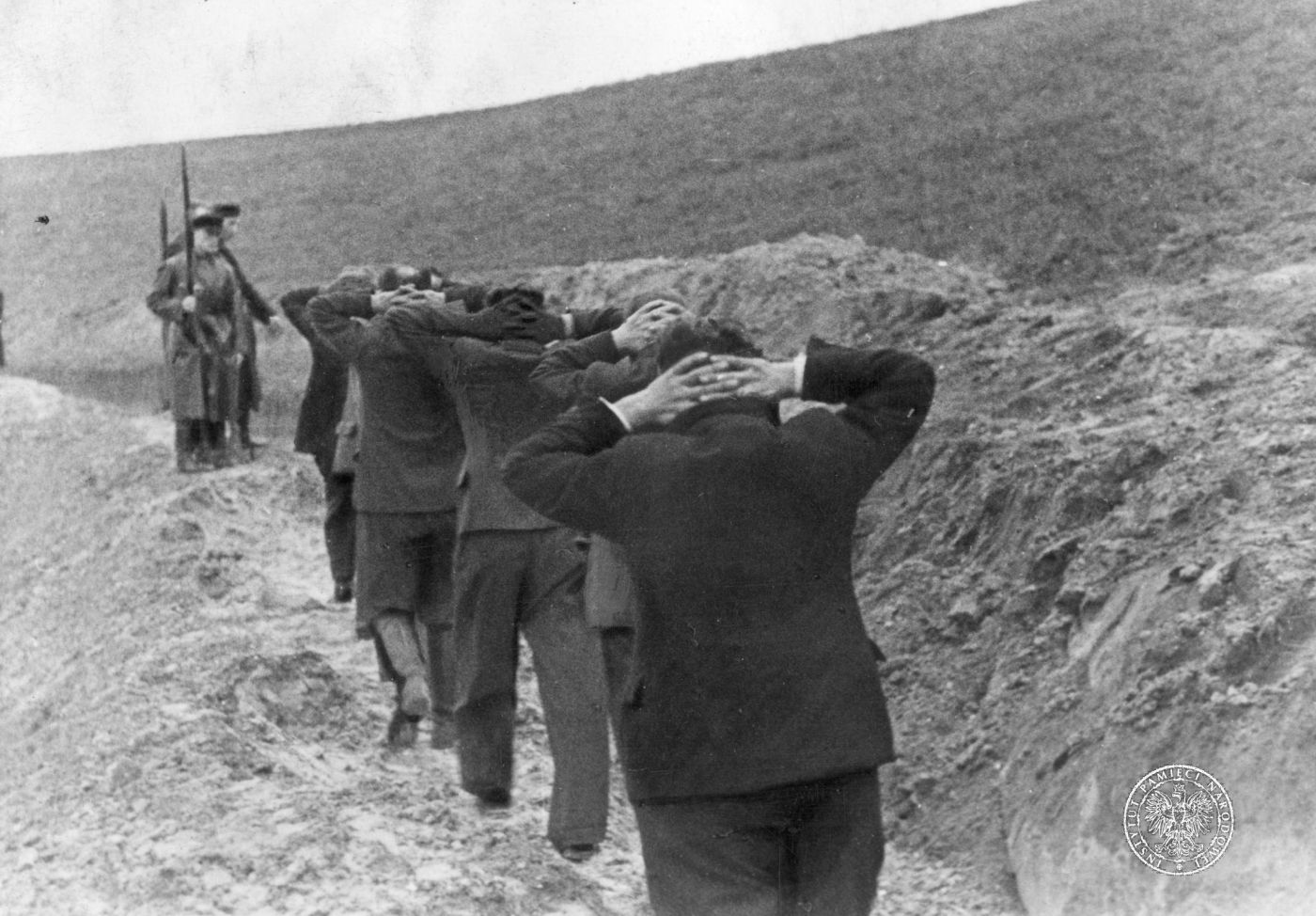
Polnische Lehrer werden vom Volksdeutschen Selbstschutz zur Exekution ins Todestal bei Bromberg gebracht, 1939
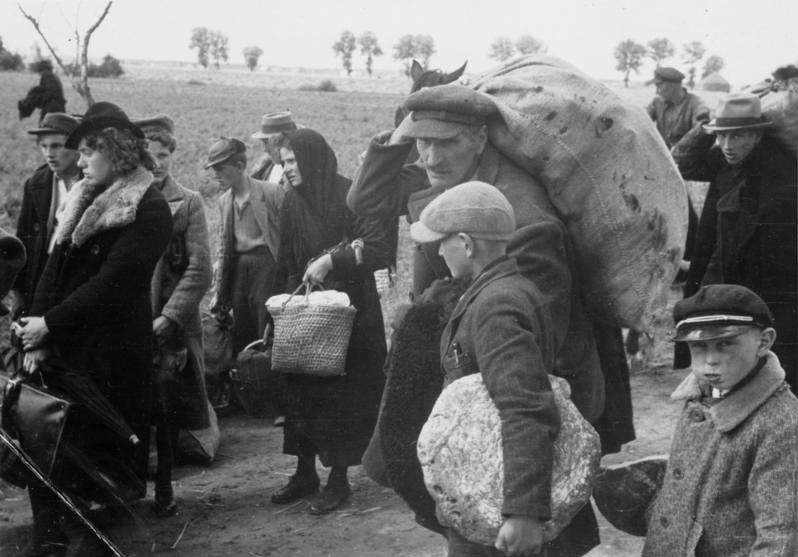
Vertreibung von Polen im „Wartheland“, 1939
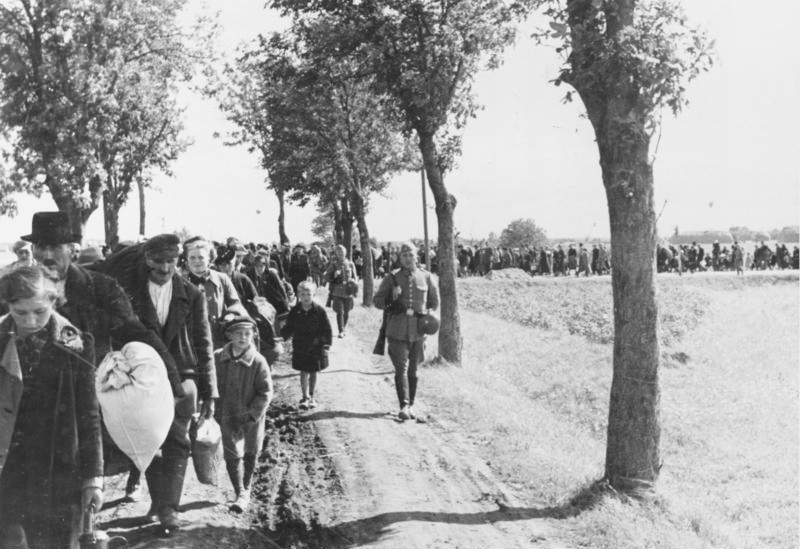
Vertreibung von Polen aus dem „Wartheland“ 1939
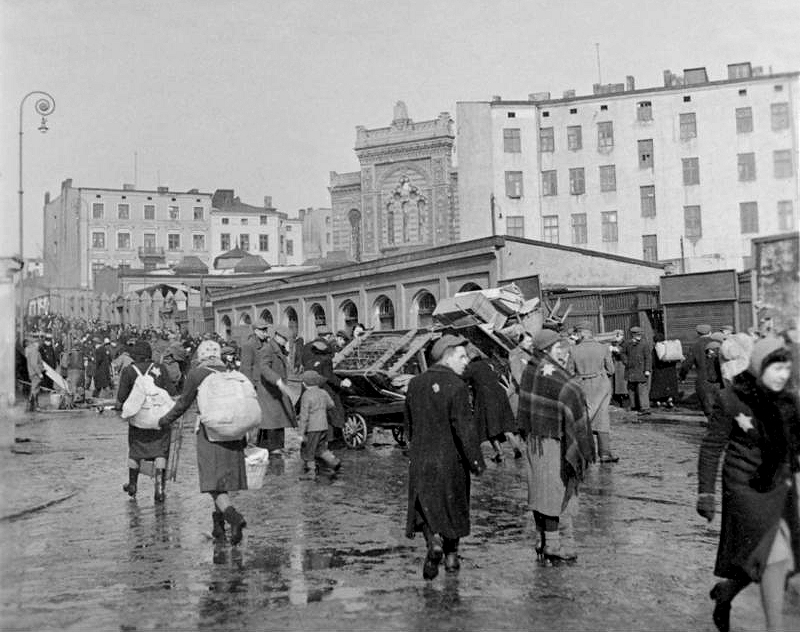
„Umzug“ von Juden ins Ghetto Litzmannstadt, „Wartheland“, März 1940
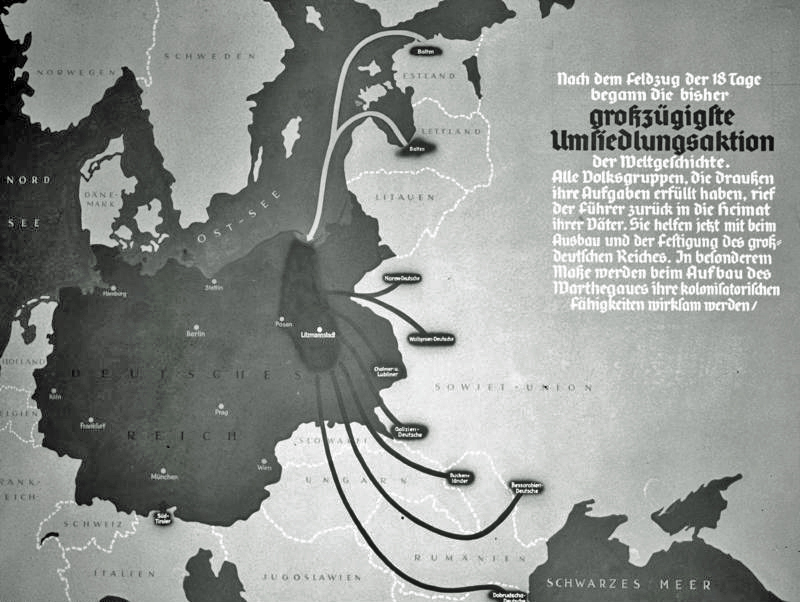
„großzügigste Umsiedlungsaktion der Weltgeschichte“, Propagandaplakat zur Kolonisierung des Warthegaues
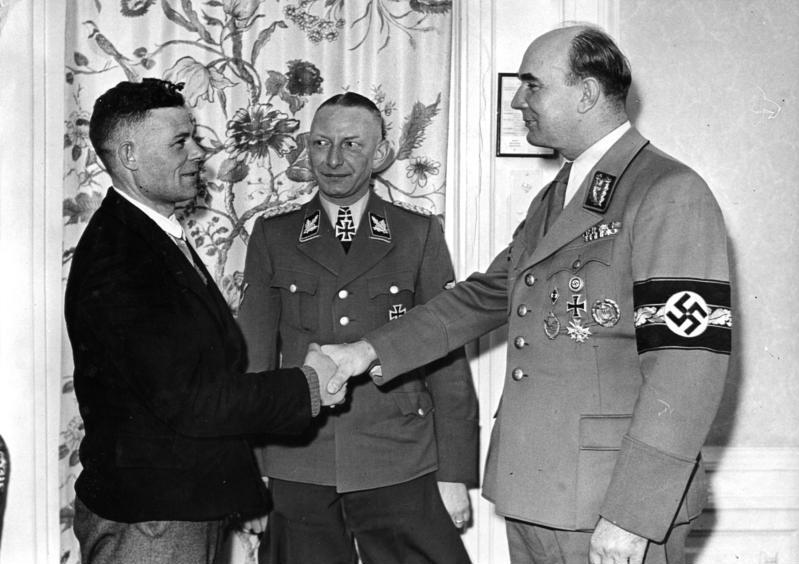
SS-Obergruppenführer Arthur Greiser begrüßt den Millionsten wieder angesiedelten Volksdeutschen, Litzmannstadt, März 1944
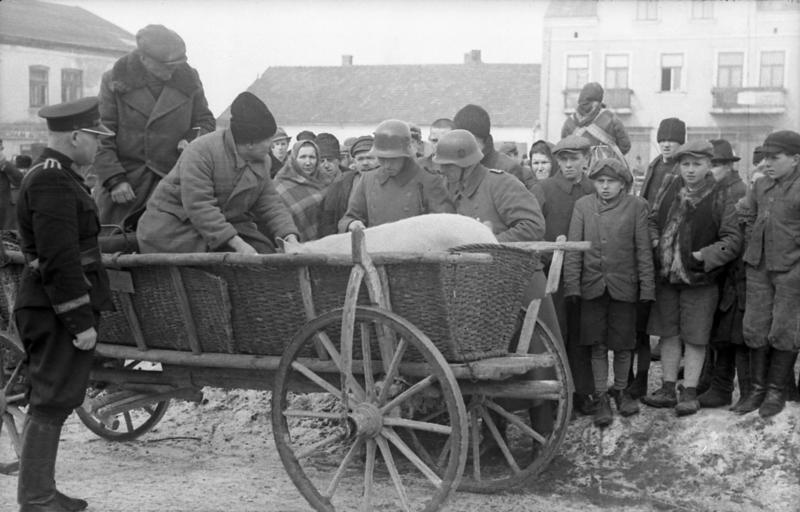
Angehöriger der Polnischen Polizei im Generalgouvernement
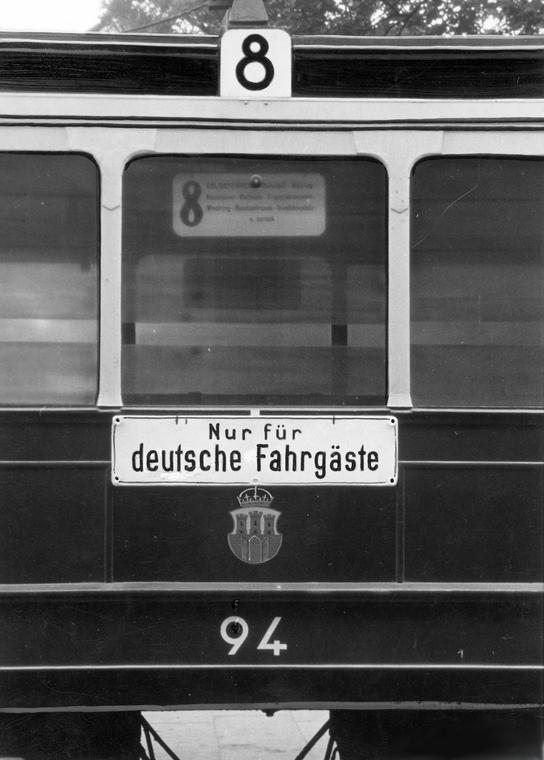
Straßenbahn der Linie 8 im besetzten Krakau, 1941 („Nur für deutsche Fahrgäste“)

### Politik im Generalgouvernement

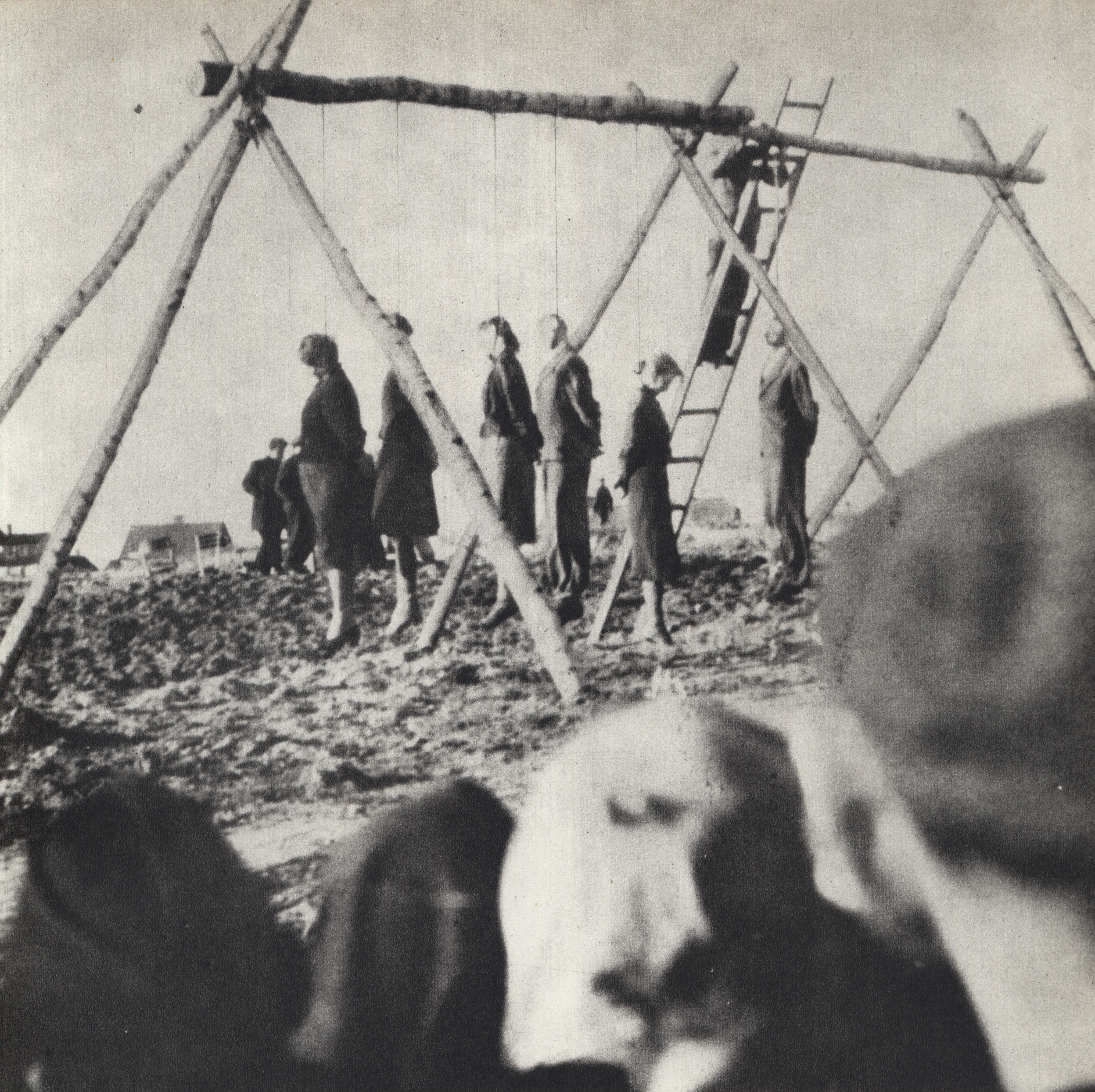
Öffentliche Hinrichtung, Generalgouvernement 1942

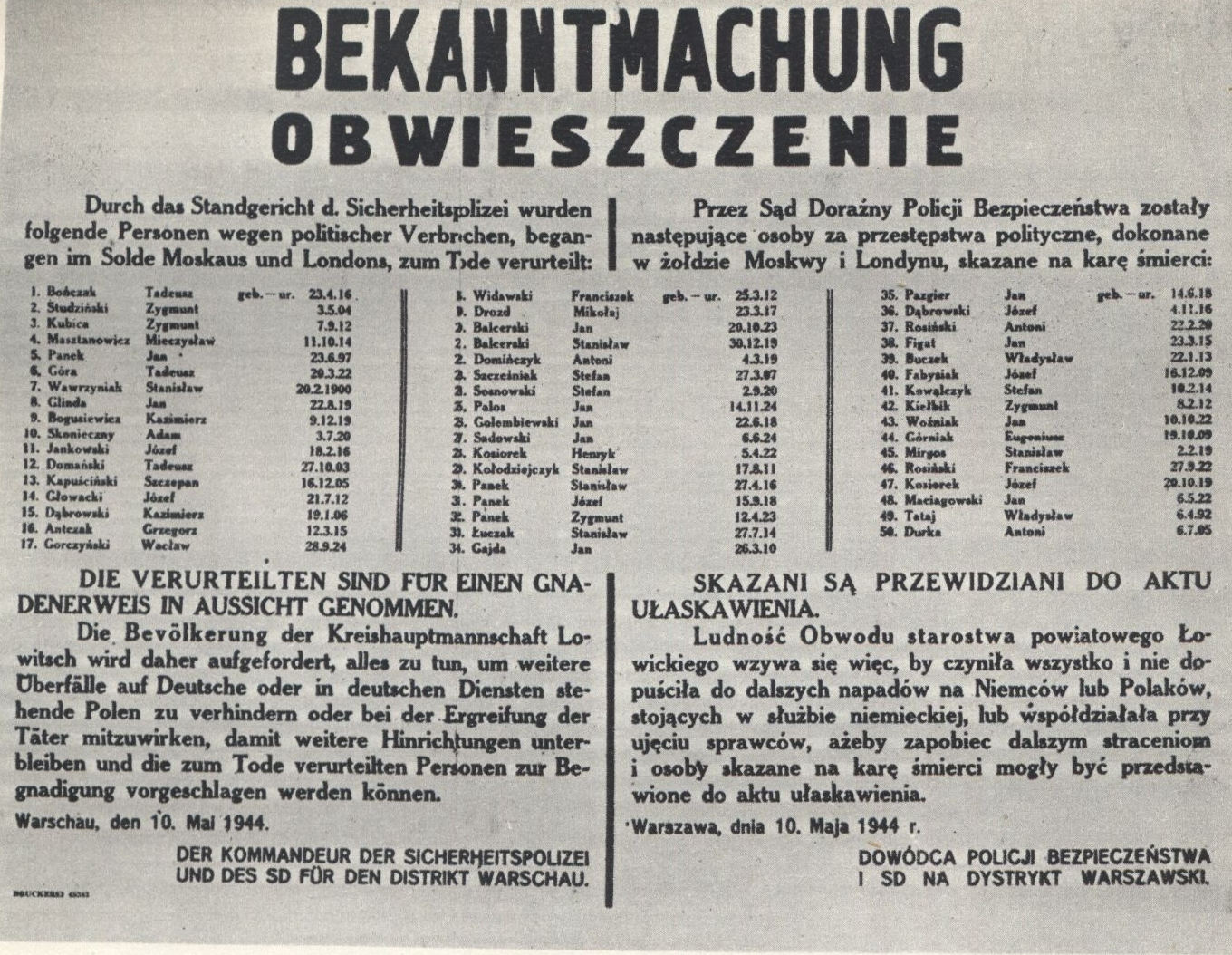
Warschau, 10. Mai 1944

Das Generalgouvernement für die besetzten polnischen Gebiete war zunächst als Konzentrationsraum für alle Volksgruppen vorgesehen, die nicht in die „Lebensraum“-Ideologie der Nationalsozialisten passten. Ursprünglich sollten 8 Millionen Juden, Zigeuner und Polen in das Generalgouvernement abgeschoben werden, doch die Zahl musste bald auf eine Million reduziert werden, die in drei „Nahplänen“ deportiert werden sollten. Zum einen hatte Oberverwaltungschef Hans Frank sich ab Ende 1939 einer zu großen Zahl Deportierter widersetzt, da dies zum wirtschaftlichen Chaos im Generalgouvernement geführt hätte, zum anderen sprach sich auch die Wehrmachtführung gegen diese Pläne aus, weil der logistische Aufwand die Kriegsanstrengungen zu gefährden schien. Deshalb wurde nur der erste „Nahplan“ ausgeführt. Letztendlich wurden bis zum Frühjahr 1941 ca. 460.000 Menschen in das Generalgouvernement deportiert. Diese kamen völlig mittellos an und wurden meist zur Arbeit in den Rüstungsbetrieben gezwungen. Da jedoch Alte, Kranke und Kinder nicht arbeitsfähig waren, führte das zu katastrophalen Lebensbedingungen für diese Menschen.
Darüber hinaus blieb das Gebiet des Generalgouvernements während des Krieges von zahlreichen Verbänden der Wehrmacht und der SS besetzt, für deren Unterhalt gesorgt werden musste. Von 1940 bis 1942 wurden allein 188 Dörfer entvölkert, um Platz für die Einrichtung von Truppenübungsplätzen zu schaffen. Von solchen Maßnahmen waren etwa 171.000 Bauern betroffen. Auch in den Städten kam es zu Enteignungen, da zahlreiche Wohnungen und Gebäude kurzerhand für die deutschen Verwaltungsbeamten beschlagnahmt wurden. Auf diese Weise entstanden in vielen Städten ganze deutsche Wohnviertel.
Sämtliche im Gebiet des Generalgouvernements auffindbaren Goldbestände und Devisen wurden an die Reichsbank überstellt und dem Generalgouvernement formell gutgeschrieben. Diese Gelder wurden sogleich vom Reichsfinanzministerium beansprucht, welches auch das Generalgouvernement finanziell in Verantwortung zog, indem es einen „Beitrag des Generalgouvernements für seinen militärischen Schutz“ einforderte. Im Jahre 1941 belief sich diese Summe auf 150 Millionen Złoty, welche jedoch rückwirkend auf 500 Millionen Złoty erhöht wurde. Im folgenden Jahr waren es bereits 1,3 Milliarden und 1943 schließlich 3 Milliarden Złoty. Zusätzlich verlangte die Wehrmacht die Erstattung der Besatzungskosten von 400.000 Soldaten, obwohl tatsächlich nur 80.000 Mann im Land standen. Diese Kosten machten monatlich weitere 100 Millionen Złoty aus. Da die Besatzungstruppen mit diesen Einnahmen viele Waren förmlich aufkauften, kam es unter der polnischen Bevölkerung zu akutem Mangel an Nahrungsmitteln und Gebrauchsgegenständen. Um die Geldforderungen einzutreiben, beschlagnahmte die Verwaltung des Generalgouvernements den Besitz von Juden und Polen, die man als Staatsfeinde verdächtigte. Zudem kam es zu einer drastischen Erhöhung der Einkommens- und Grundsteuer und es wurde zeitgleich noch eine neue „Bürgersteuer“ eingeführt. Davon waren jedoch niemals deutsche Personen betroffen, die bis zu einem Jahreseinkommen von 8400 Złoty keine Steuern bezahlen mussten und damit günstiger als im Deutschen Reich selbst lebten. Insgesamt wird die Gesamtsumme, welche von 1939 bis 1945 aus dem Generalgouvernement gepresst wurde, auf 5,50 Milliarden Reichsmark geschätzt.
Auch im Generalgouvernement wurde die polnische Intelligenz das Opfer gezielter Terrormaßnahmen. Nach einer ersten Terrorwelle zum Jahreswechsel 1939/40 kam es im Mai 1940 zu einer großangelegten „Außerordentlichen Befriedungsaktion“ (AB-Aktion), bei der 4000 Menschen ermordet wurden. Danach kam es jedoch nicht mehr zu Massenerschießungen, die sich ausschließlich gegen die polnische Intelligenz richteten, da man seitens des Deutschen Reiches erkannt hatte, dass man für die Verwaltung des Generalgouvernement auf Fachkräfte wie Ärzte und Ingenieure angewiesen war. Diese Fachkräfte formten einen polnischen „Hauptausschuss“ mit regionalen Unterausschüssen. Deren Aufgabe war es, karitativ für die Bevölkerung zu sorgen; zu diesem Zweck erhielten sie öffentliche Gelder. Eine größere Beteiligung von Polen an der Verwaltung wurde von Hitler jedoch abgelehnt. Himmler selbst ordnete die Verhaftung von 20.000 weiteren Personen an, die in einem Konzentrationslager eingewiesen werden sollten. Zu diesem Zweck entstand das Lager Auschwitz, in dem am 14. Juni 1940 der erste Gefangenentransport eintraf.

### Kulturpolitik

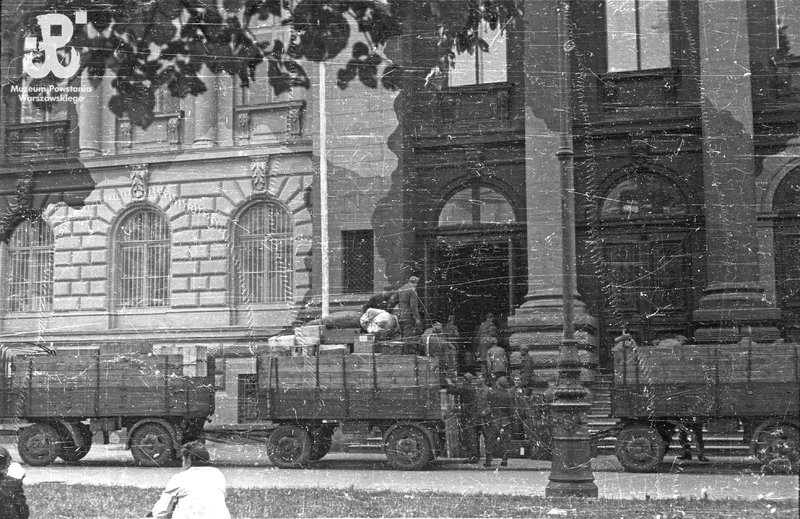
Deutsche Einheiten verladen polnische Kunstwerke der Nationalen Kunstgalerie Zachęta in Warschau, Juli 1944

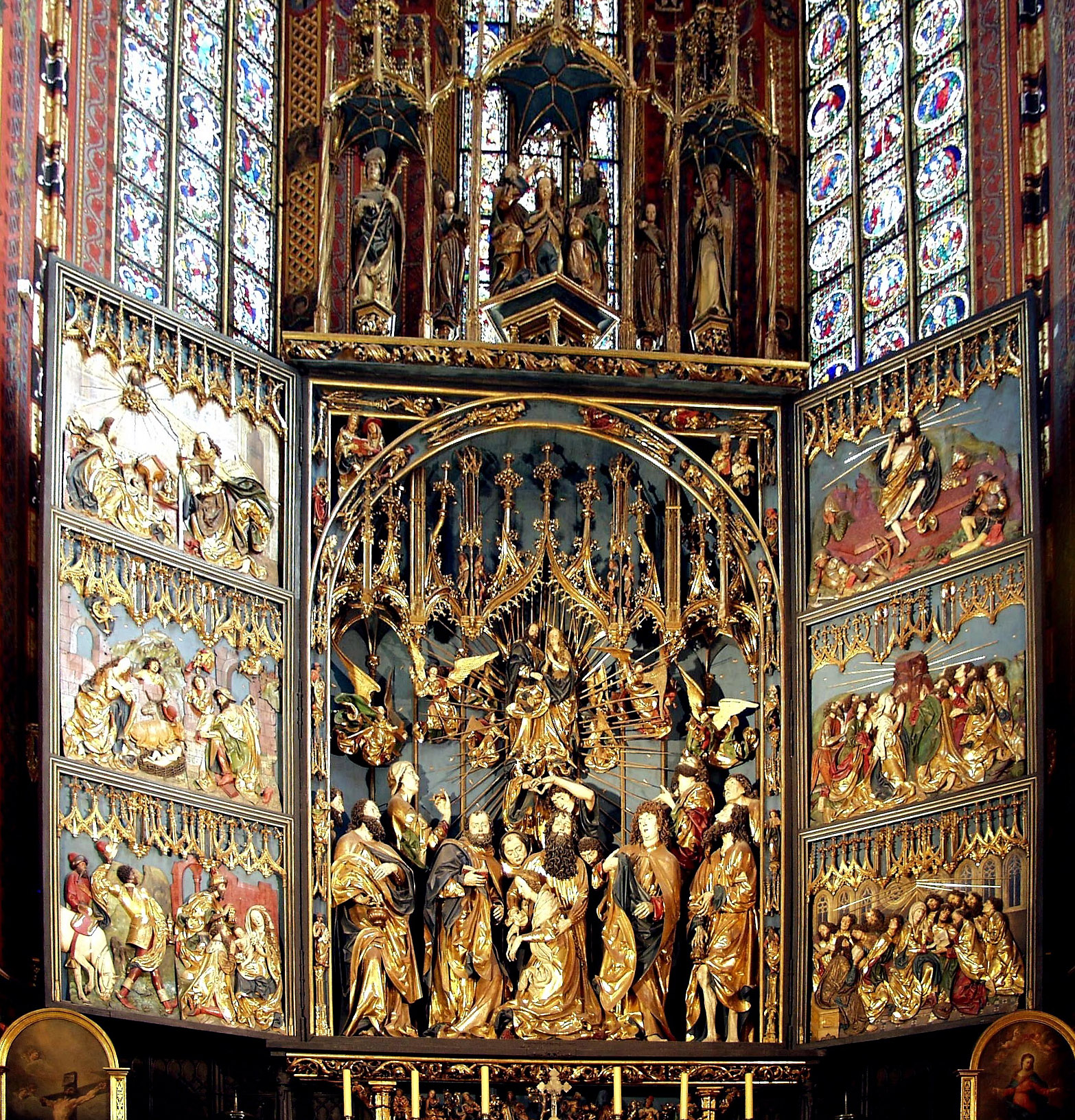
Krakauer Hochaltar des spätgotischen Bildhauers Veit Stoß, für das Linzer Führermuseum geraubt

Unmittelbar nach dem Einmarsch wurde die polnische Presse, die Nachrichtenagenturen und auch der polnische Rundfunk beseitigt. Nur deutsche Zeitungen erschienen in polnischer Sprache.
Das Ziel der nationalsozialistischen Kulturpolitik bestand darin, das Entstehen einer neuen polnischen Intelligenz sowie jeglicher Kritik zu verhindern. Heinrich Himmler fasste seine Ansichten über die Bildung der polnischen Bürger wie folgt zusammen: „Für nichtdeutsche Bevölkerung des Ostens darf es keine höhere Schule geben als die vierklassige Volksschule. Das Ziel dieser Volksschule hat lediglich zu sein: Einfaches Rechnen bis höchstens 500, Schreiben des Namens, […] Lesen halte ich nicht für erforderlich.“
Folglich wurden sämtliche Hochschulen und Oberschulen sowie alle Universitäten geschlossen. Polen und Juden wurde es grundsätzlich verboten zu studieren. Die Professoren und wissenschaftlichen Mitarbeiter wurden verfolgt und in Konzentrationslager deportiert (z. B. Sonderaktion Krakau und Lemberger Professorenmord). Nur im Generalgouvernement existierten noch Berufsschulen, um Facharbeiter für die Rüstungswirtschaft auszubilden. In einem weiteren Schritt wurden alle kulturellen Einrichtungen, wie Vereine, Museen, Opern, Theater und Bibliotheken geschlossen. Im Generalgouvernement waren Opern und Theater von dieser Regelung zwar ausgenommen, doch es wurde ihnen verboten „gehobene“ Unterhaltung zu bieten. Ebenso wurde die lokale Presse stillgelegt. An ihre Stelle traten Propagandablätter der Besatzungsmacht, welche die Aufgabe hatten, die polnische Bevölkerung zu indoktrinieren und Anordnungen der deutschen Behörden zu veröffentlichen (Krakauer Zeitung, Warschauer Zeitung).
Kulturgüter wurden entgegen der Haager Landkriegsordnung systematisch von sachverständigen Sondereinheiten (z. B. Sonderkommando Paulsen des Reichssicherheitshauptamtes, Wolfram Sievers der Generaltreuhänder für die „Sicherung deutschen Kulturguts“, SS-Führer Kajetan Mühlmann u. a.) geplündert und ins Reich verbracht. Man geht von etwa 500.000 geraubten Kunstgegenständen aus, die zur persönlichen Bereicherung oder zum Aufbau und Ausbau deutscher Museumsbestände wie dem Führermuseum Linz verwendet wurden. Auch ein Großteil der Bibliotheken und Archive wurde systematisch geplündert und zerstört.

### Polnische Kriegsgefangene

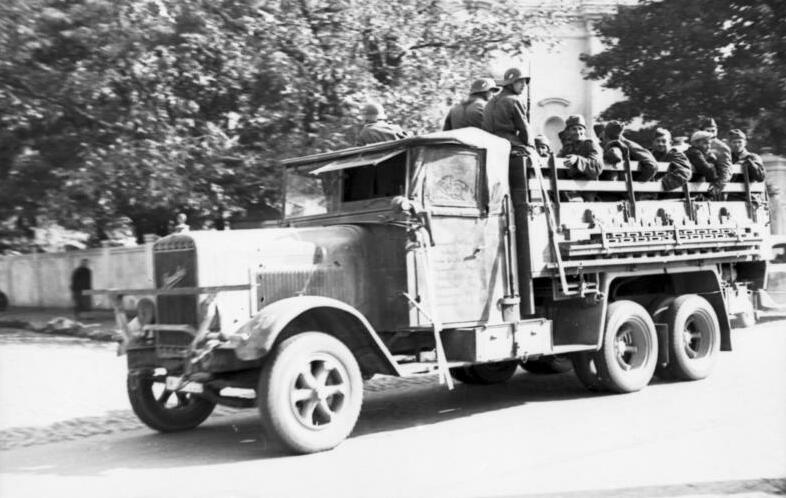
Transport von polnischen Kriegsgefangenen, 1939

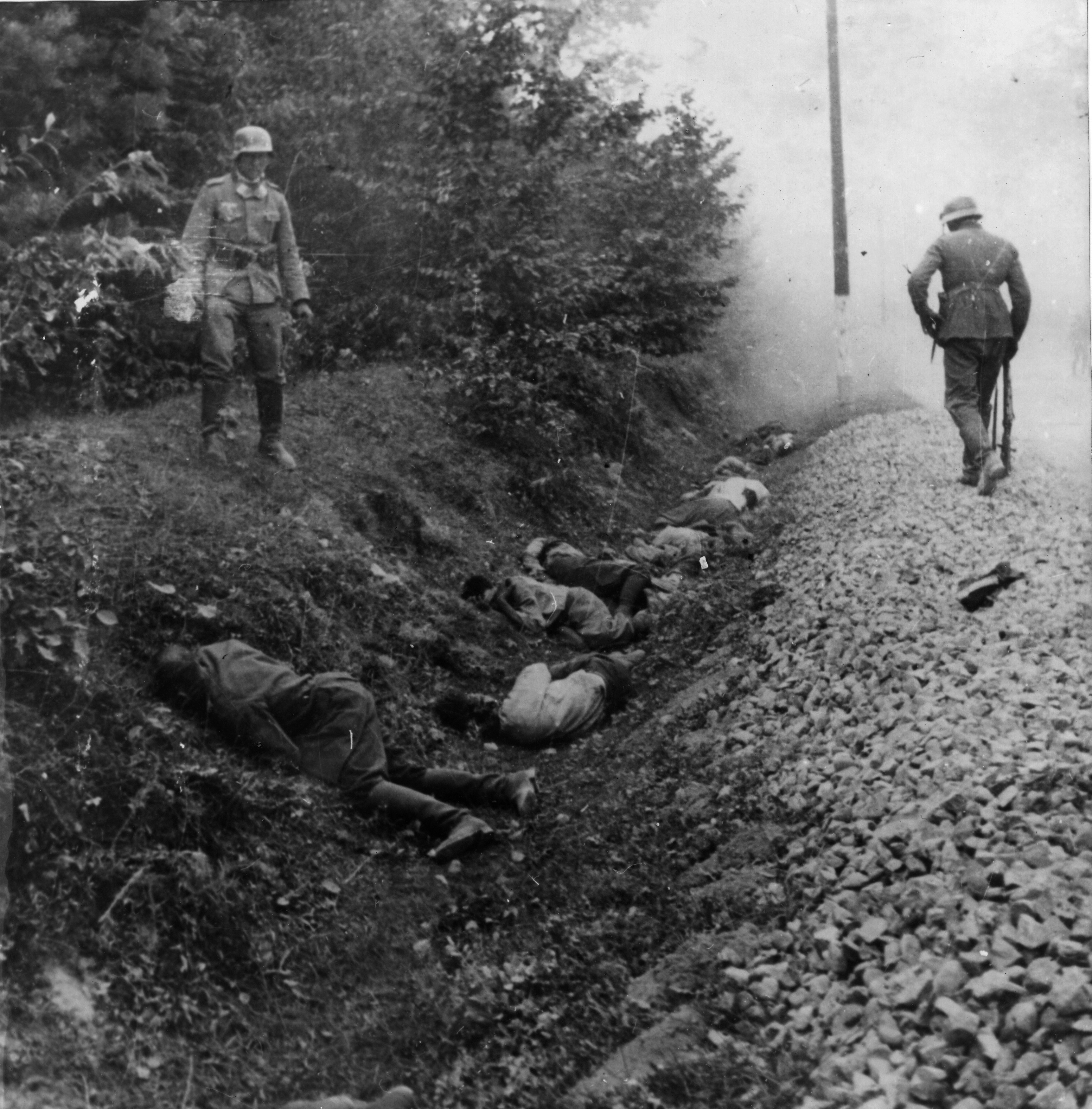
Vom Infanterie-Regiment 15 (mot.) erschossene Kriegsgefangene in Ciepielów (9. September 1939)

In den ersten Wochen des Ersten Weltkrieges hatte das Deutsche Kaiserreich etwa 220.000 Soldaten seiner Gegner gefangen genommen. Da man sich an dieser Zahl orientierte, wollte die Wehrmacht im Vorfeld des Zweiten Weltkrieges Gefangenenlager für 4000 Offiziere und 200.000 Soldaten einrichten. Bedingt durch zu hohe Kosten wurden jedoch nur Lager für 3000 Offiziere und 60.000 Soldaten gebaut, zu denen noch „Durchgangslager“ an der Reichsgrenze kamen. Man meinte, dass der Platz ausreiche, wenn man die Kriegsgefangenen schnell auf Arbeitskommandos verteile. Doch die Organisation nach Ausbruch des Krieges war unzureichend und es standen nicht genügend Wachpersonal und Baumaterialien für die projektierten Lager zur Verfügung.
Insgesamt gerieten etwa 400.000 polnische Soldaten (darunter etwa 16.000 Offiziere) in deutsche Gefangenschaft, zu denen noch 200.000 polnische Zivilisten kamen, die als „verdächtige Elemente“ ebenfalls inhaftiert worden waren. Der Großteil der Gefangenen wurde bis zum Frühjahr 1940 behelfsmäßig in Zeltlagern untergebracht. Trotz ungenügender Lebensmittelversorgung wurde diese Unterbringung vom Internationalen Komitee vom Roten Kreuz (IKRK) als akzeptabel bezeichnet. Die Gefangenen wurden unterschiedlich behandelt. Die Aussagen von Zeitzeugen umfassen Berichte sowohl von guter Behandlung als auch von verbrecherischen Willkürakten deutscher Wachsoldaten. Ab Ende Oktober kamen die ersten Kriegsgefangenen in den Arbeitseinsatz. Bis zum Jahresende waren von 300.000 polnischen Arbeitern 270.000 in der deutschen Landwirtschaft beschäftigt. Ab November kam es zu ersten Entlassungen. Zunächst wurden Zivilisten, Kriegsgefangene aus dem Warthegau und Westpreußen, Volksdeutsche und Juden entlassen, was dazu führte, dass nur etwas über 300.000 Polen in Gefangenschaft blieben.
Ab dem 20. Mai 1940 wurden schließlich alle Gefangenen gegen die schriftliche Einwilligung zum Arbeitsdienst entlassen. Obwohl den Soldaten offiziell Wahlfreiheit zustand, wurden sie in der Praxis oft durch Repressalien, Schikanen oder Strafen unter Druck gesetzt, so dass sie durchaus zu einer Form von Zwangsarbeit gedrängt wurden. Diese Maßnahmen betrafen etwa 250.000 bis 300.000 polnische Soldaten. Dadurch erhielten die Gefangenen zwar mehr Freiheiten und ein bezahltes Arbeitsverhältnis, sie verloren allerdings dafür den Status des Kriegsgefangenen und somit auch den Schutz der Genfer Konvention sowie die Hilfe des IKRK. Arbeitsunfähige, Gefangene, welche die Arbeit verweigerten, Kriminelle und Angehörige der Intelligenz wurden weiterhin in Haft behalten. Auch konnten fast 100.000 Soldaten aus Ostpolen nicht entlassen werden, weil sowohl die UdSSR als auch das Generalgouvernement ihre Aufnahme ablehnten. Die gefangenen Juden wurden zunächst von den übrigen Gefangenen getrennt untergebracht, was in der nationalsozialistischen Rassenideologie dem Artikel 9 der Genfer Konvention von 1929 zu entsprechen schien, nach dem Gefangene getrennt nach Rassen unterzubringen waren. Sie erfuhren jedoch eine wesentlich schlechtere Behandlung, indem sie zeitweise als Juden gekennzeichnet oder gar in speziellen Judenghettos untergebracht wurden. Dies verstieß gegen Artikel 4 der Genfer Konvention, in dem die Gleichbehandlung aller Gefangenen festgeschrieben war. Als sie entlassen wurden und in ihre Heimat zurückkehrten, wurden sie dort als Juden registriert und in Ghettos eingewiesen. Die 1000 Offiziere jüdischer Herkunft in den Offizierslagern blieben bis Kriegsende unbehelligt (dies bedeutete allerdings nicht, dass unmittelbar an der Front keine Misshandlungen oder Erschießungen stattgefunden hatten). Anders als die Westalliierten am Ende des Krieges folgte die Wehrmacht nicht der Ansicht, dass die Gefangenen mit dem Untergang ihres polnischen Staates auch den Kriegsgefangenenstatus verlieren. Das OKW lehnte derartige Vorstöße Himmlers mehrfach mit dem Hinweis auf mögliche Repressalien durch die Westmächte ab. Darum wurden sogar die Soldzahlungen an die polnischen Offiziere fortgesetzt.

## Polnischer Widerstand 1939–1945
Am 17. September 1939 floh die polnische Regierung über die Grenze nach Rumänien, wo sie interniert wurde. Doch bereits Ende des Monats kam es in Frankreich zur Bildung einer Polnischen Exilregierung unter General Władysław Sikorski, in welche sämtliche polnischen Oppositionsparteien einbezogen wurden. Die USA, Großbritannien und Frankreich erkannten diese Regierung bald an, so dass diese zur neuen Vertretung des polnischen Staates wurde. Sie begann bald mit dem Aufbau neuer Streitkräfte im Westen und übernahm im Winter 1939/40 unter General Kazimierz Sosnkowski auch die Führung der Widerstandsbewegung in Polen. Die Bildung von Widerstandskräften in Polen hatte bereits während der Belagerung von Warschau Ende September 1939 begonnen. Jan Karaszewicz-Tokarzewski organisierte die Widerstandsbewegung zentral im Służba Zwycięstwu Polski (dt. Dienst für den Sieg Polens, SZP) der später in Związek Walki Zbrojnej (dt. Verband für den bewaffneten Kampf, ZWZ) umbenannt wurde. Aus ihm ging im Februar 1942 schließlich die Armia Krajowa (dt. Polnische Heimatarmee, AK) hervor. Nachdem Karaszewicz-Tokarzewski bereits Ende 1939 von sowjetischen Soldaten verhaftet worden war, übernahm General Stefan Rowecki die zentrale Leitung. In Südpolen hingegen kommandiert Oberst Graf Tadeusz Komorowski, dem im Oktober 1944 Leopold Okulicki folgte.
Um gegen Unruhen vorzugehen, griffen Wehrmacht, Polizei und Verwaltung oft auf die gängige Praxis der Geiselnahmen zurück. Selbst bei kleineren Übergriffen auf die Besatzer wurden dann halböffentliche Erschießungen durchgeführt, mit denen man einen Abschreckungseffekt erzielen wollte. So wurden beispielsweise am 14. März 1940 in Józefów bei Lublin 200 Personen erschossen, nachdem zuvor eine volksdeutsche Familie bei einem Raubüberfall ermordet worden war. Als Reaktion auf die Überfälle von Partisanen wurden kurz darauf zwischen 31. März bis 11. April 1940 bei einer großen „Befriedungsaktion“ im Raum Kielce 687 Polen erschossen und weitere 200 verhaftet. In Warschau führten deutsche Besatzungskräfte allein 1940 vier große Razzien durch, in deren Verlauf mehr als 10.000 Verhaftungen erfolgten.

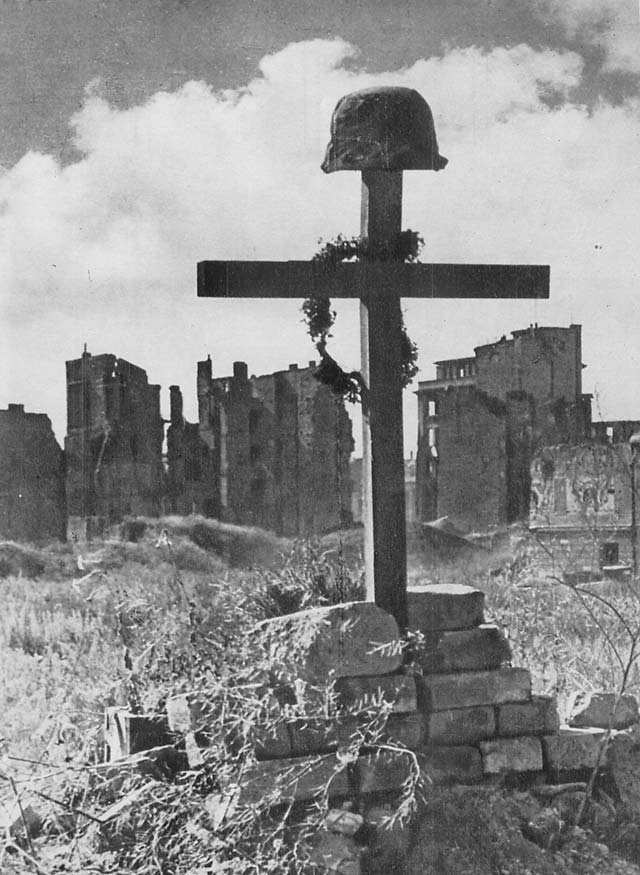
Grab eines Aufständischen im zerstörten Warschau, 1945

Die Wald- und Sumpfgebiete Polens eigneten sich gut für Guerillaaktionen, die besonders im Generalgouvernement im ersten Halbjahr der deutschen Besatzung auftraten. Dort verfügte die Widerstandsbewegung schon Mitte 1940 über etwa 100.000 Mann. Die Exilregierung unterband jedoch weitere Aktionen, um nicht unnötig deutsche Repressalien zu provozieren. Sabotageaktionen und Überfälle blieben in der Folgezeit eine Ausnahme, da man nunmehr verstärkt den großen Aufstand vorbereitete. Ein erster Aufstand begann am 19. April 1943 im Warschauer Ghetto, der jedoch von der Armia Krajowa nicht unterstützt wurde. Als sich im folgenden Jahr die Truppen der Roten Armee näherten, leitete die Heimatarmee am 1. August 1944 den Warschauer Aufstand ein. Er blieb ohne Unterstützung der Roten Armee und endete deshalb am 2. Oktober mit der Kapitulation der Verbände der Armia Krajowa. Zuvor hatten die Westalliierten die Aufständischen zu Angehörigen der alliierten Streitkräfte erklärt und drohten mit Repressalien, falls diese nicht als Kriegsgefangene behandelt würden. Daraufhin erkannte die Wehrmacht den 17.000 Gefangenen (darunter 2000–3000 Frauen) den Status von Kriegsgefangenen zu. Auf Befehl Himmlers erfolgte die planmäßige Plünderung und Zerstörung Warschaus durch Spreng- und Brandkommandos.
Wegen der Nähe zur Front stieg die Zahl der Partisanenangriffe in der Folgezeit deutlich an. Trotzdem wurden die Verbände der Heimatarmee nach dem Einmarsch der Roten Armee vom sowjetischen Militärgeheimdienst GRU entwaffnet, um sie als mögliche Konkurrenz zur von Moskau eingesetzten kommunistischen Führung auszuschalten.

## Holocaust in Polen

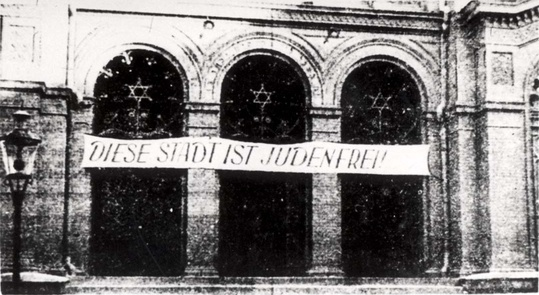
Synagoge in Bromberg, „judenfrei“, 15. September 1939

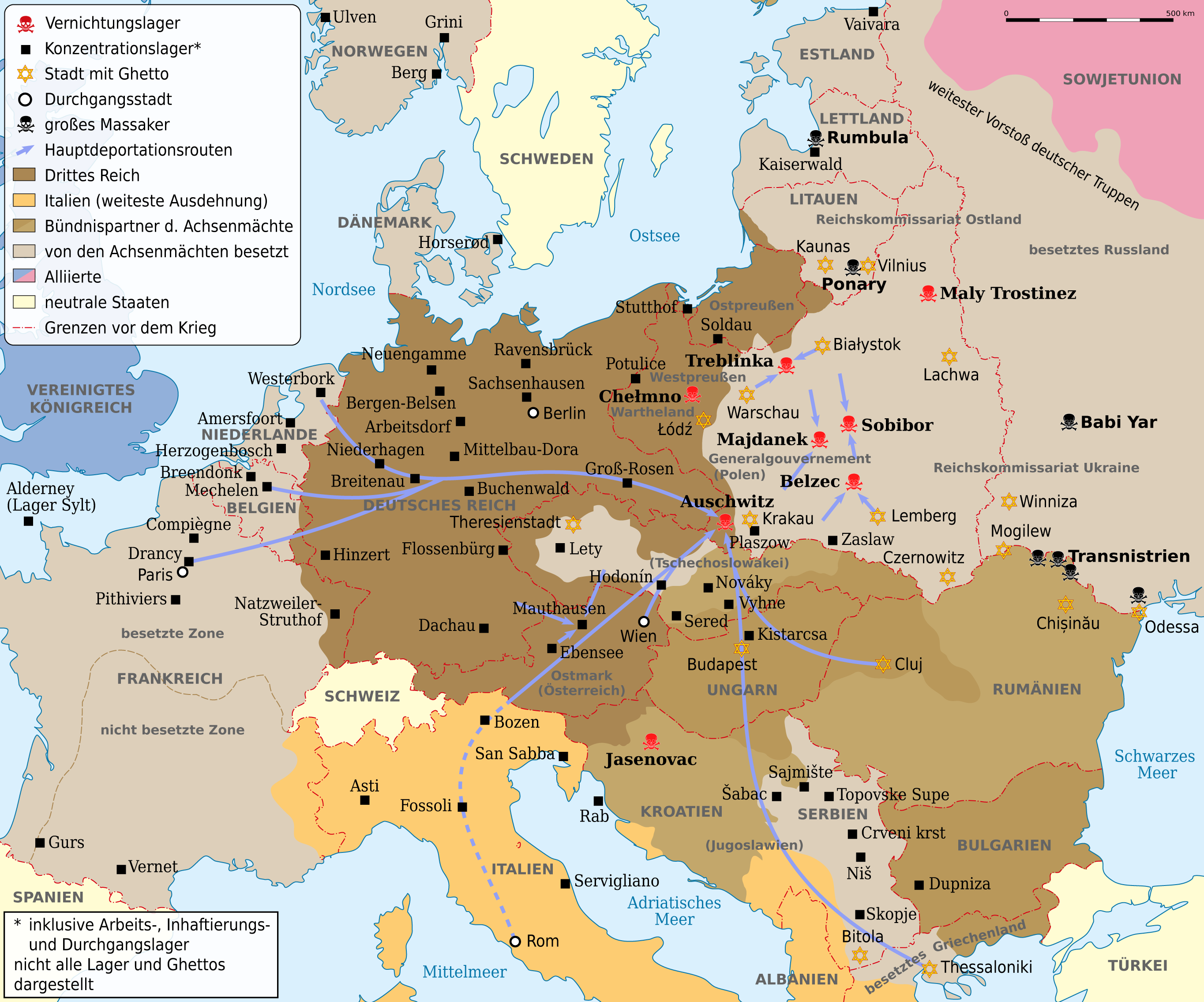
Karte der Arbeits- und Vernichtungslager im von Deutschland besetzten Europa um 1942

Zum Zeitpunkt des deutschen Angriffs gab es in Polen ungefähr 3.474.000 Juden, was fast 10 % der Gesamtbevölkerung entsprach. Die erste Terrorwelle vom September/Oktober 1939 galt nicht in erster Linie der jüdischen Bevölkerung, sondern der polnischen Intelligenz. Trotzdem wurden nach Schätzungen allein bis zum Jahresende 1939 bis zu 7000 Juden Opfer der Einsatzgruppen.
Die NS-Führung spielte im September und Oktober 1939 mit der Idee, einen „fremdsprachigen Gau“ als „Judenreservat“ zwischen der Weichsel und dem Bug an der neuen Grenze zur Sowjetunion einzurichten. Die Deportation dorthin sollte ein Jahr dauern, wobei zuvor die jüdische Bevölkerung in Sammellagern konzentriert werden sollte, um sie besser kontrollieren zu können. Doch bald erwies sich die Umsiedlung von Volksdeutschen als dringlicher und das Projekt wurde fallen gelassen. Erschwerend kam hinzu, dass Hitler das Generalgouvernement als sicheren Aufmarschraum für künftige Kriege vorsah und die Wehrmachtführung aus demselben Grund nicht wünschte, „dass in der Nähe der deutsch-sowjetischen Grenze eine Zusammenballung von Juden stattfindet“. Einziger Ansatz blieb die Nisko-Aktion, bei der am 20. und 28. Oktober 1939 insgesamt 4700 Menschen nach Nisko am Fluss San deportiert und über die deutsch-sowjetische Demarkationslinie getrieben wurden. Trotzdem hatte der Reservat-Plan viele Anhänger. So schrieb man in einem Dokument des „Judenreferats“ des SD noch am 19. Dezember 1939: „Außenpolitisch wäre ein Reservat außerdem ein gutes Druckmittel gegen die Westmächte. Vielleicht könnte hierdurch bei Abschluss des Krieges die Frage der Weltlösung aufgeworfen werden.“
An der Einrichtung von Konzentrationspunkten wurde trotz der Aufgabe des Projekts festgehalten, weshalb von den deutschen Besatzern verharmlosend Jüdische Wohnbezirke/Ghettos genannte Sammellager in den größeren Städten errichtet wurden, in welche nunmehr die gesamte jüdische Bevölkerung deportiert wurde. Von dieser Maßnahme versprach sich die NS-Verwaltung eine größere Kontrolle über die Juden.
| Große Ghettos        | internierte Juden | von           | bis           | Transporte nach     |
| -------------------- | ----------------- | ------------- | ------------- | ------------------- |
| Ghetto Lemberg       | 115.000           | November 1941 | Juni 1943     | Belzec, Janowska    |
| Ghetto Bialystok     | 50.000            | August 1941   | November 1943 | Majdanek, Treblinka |
| Ghetto Krakau        | 68.500            | März 1941     | März 1943     | Belzec, Plaszow     |
| Ghetto Litzmannstadt | 200.000           | Februar 1940  | August 1944   | Chelmno, Auschwitz  |
| Warschauer Ghetto    | 450.000           | Oktober 1940  | Mai 1943      | Treblinka, Majdanek |

Am Ende des Jahres 1941 wurde schließlich beschlossen, die jüdische Bevölkerung noch vor Ort zu vernichten (siehe Aktion Reinhardt). Zu diesem Zweck entstand in Kulmhof das erste Vernichtungslager, in dem vor allem Juden aus dem Warthegau ermordet wurden. Später folgten Belzec (März 1942), Sobibor (Mai 1942), Auschwitz-Birkenau (Juni 1942), Treblinka (Juli 1942) und Majdanek (September 1942). Somit standen sechs der sieben Vernichtungslager auf dem Gebiet des ehemaligen polnischen Staates, dem damit eine Schlüsselrolle im logistischen System des Holocaust in ganz Europa zukam. In diesen Lagern wurde bis zum Ende des Jahres 1943 zunächst die Mehrheit der polnischen Juden ermordet. Nur etwa 10 % überlebten den Holocaust; zumeist nur deshalb, weil sie in das Ausland geflüchtet waren. Dann wurden in diesen Lagern aber auch sowjetische Kriegsgefangene, Roma und Sinti sowie Juden aus ganz Europa und viele andere Menschen ermordet. Eine verhängnisvolle Rolle bei der Durchführung dieser Vernichtungspolitik spielten die sogenannten Schmalzowniks (Kollaborateure).
| Lager              | Typ                                   | Zeit                                                    | Anzahl der Inhaftierten | Anzahl der Toten                    |
| ------------------ | ------------------------------------- | ------------------------------------------------------- | ----------------------- | ----------------------------------- |
| Auschwitz-Birkenau | Vernichtungslager                     | Oktober 1941 bis Januar 1945                            | ca. 400.000             | ca. 1.100.000                       |
| Belzec             | Vernichtungslager (Aktion Reinhardt)  | März bis Dezember 1942                                  |                         | ca. 436.000                         |
| Kulmhof            | Vernichtungslager                     | Dezember 1941 bis April 1943 April 1944 bis Januar 1945 |                         | mind. 160.000                       |
| Majdanek-Lublin    | Konzentrations- und Vernichtungslager | Juli 1941 bis Juli 1944                                 |                         | ca. 78.000                          |
| Sobibor            | Vernichtungslager (Aktion Reinhardt)  | Mai 1942 bis Oktober 1943                               |                         | ca. 250.000                         |
| Treblinka          | Vernichtungslager (Aktion Reinhardt)  | Juli 1942 bis November 1943                             |                         | mind. 700.000 bis zu 1,1 Millionen. |

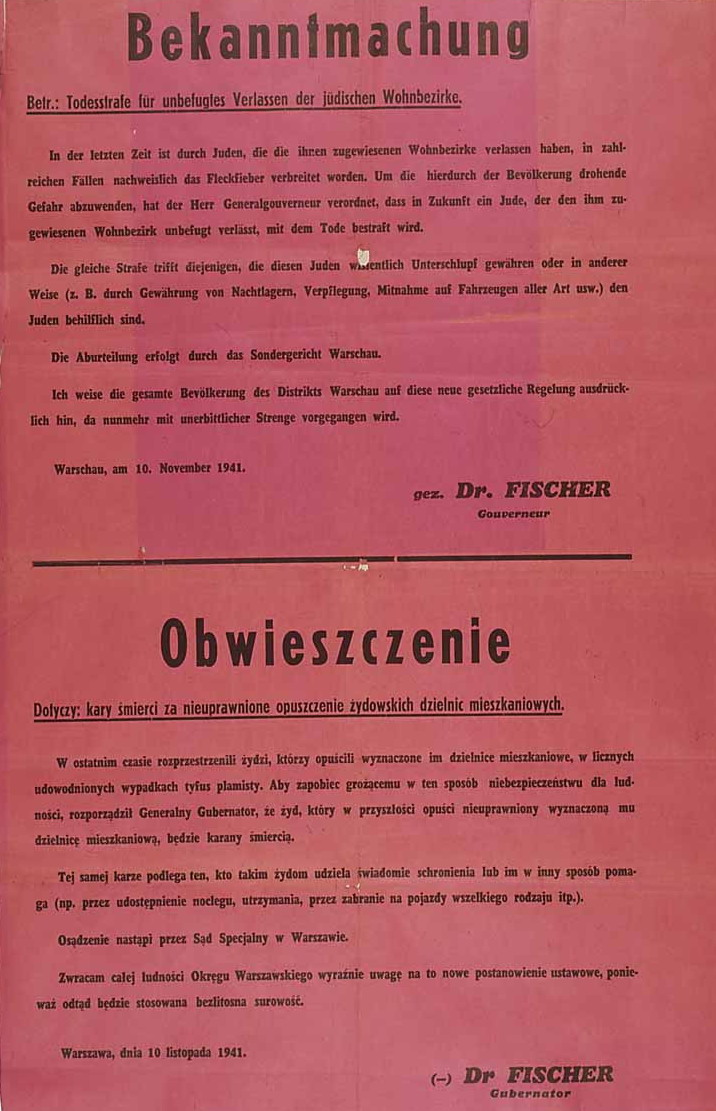
Todesstrafe bei verlassen des zugewiesenen „Wohngebietes“, Plakat November 1941
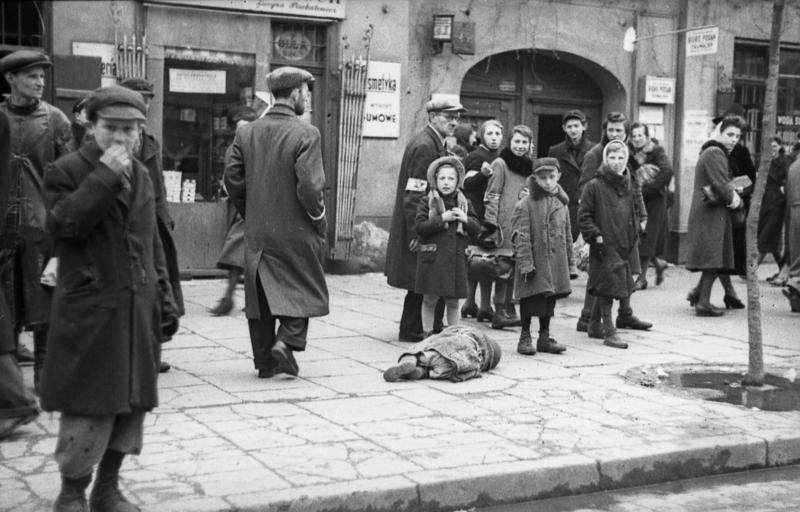
Liegendes Kind in Lumpen, Warschauer Ghetto, Mai 1941
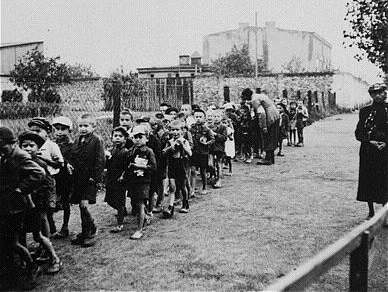
Kinder aus dem Ghetto Łódź warten auf ihre Deportation ins Vernichtungslager Kulmhof
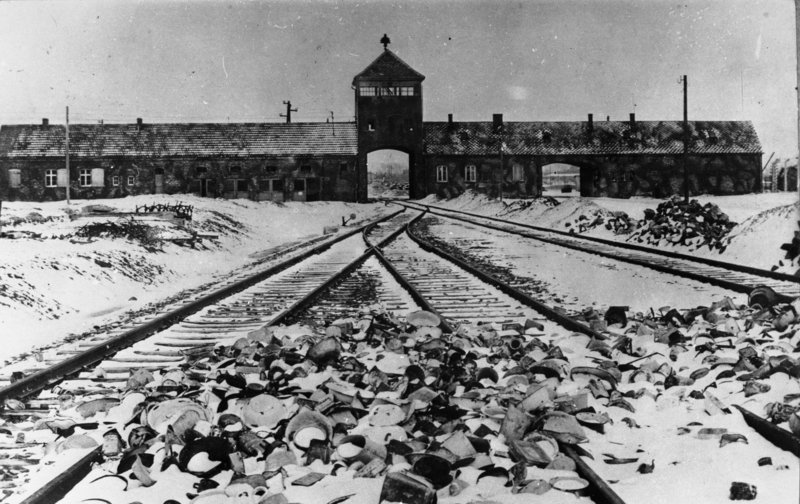
KZ Auschwitz-Birkenau. Foto vom Torhaus, 1945. Aufnahme Stanisław Mucha

## Bedeutung Polens für die deutsche Großraumwirtschaft
In einer Besprechung mit höheren Offizieren der Wehrmacht hatte Hitler bereits am 23. Mai 1939 auch wirtschaftliche Beweggründe für den Entschluss zum Überfall auf Polen angegeben: „Es handelt sich für uns um die Erweiterung des Lebensraumes im Osten und Sicherstellung der Ernährung.“ Vor diesem Hintergrund war die Wehrmacht angewiesen worden, dafür Sorge zu tragen, dass das Wirtschaftsleben bald wieder aufgenommen werden konnte. Das OKH erließ deshalb am 3. Oktober 1939 folgenden Grundsatz: „Die wirtschaftlichen Kräfte des Landes werden voll und ganz in den Dienst der deutschen Kriegswirtschaft gestellt.“ Dabei ging das Wirtschafts- und Rüstungsamt (WiRüAmt) von einem längeren Krieg aus, für den man die wirtschaftlichen Kräfte des besetzten Landes mobilisieren musste. Diesem Zweck diente schließlich auch die Verschleppung von 2,81 Millionen polnischen Staatsbürgern zur Zwangsarbeit.

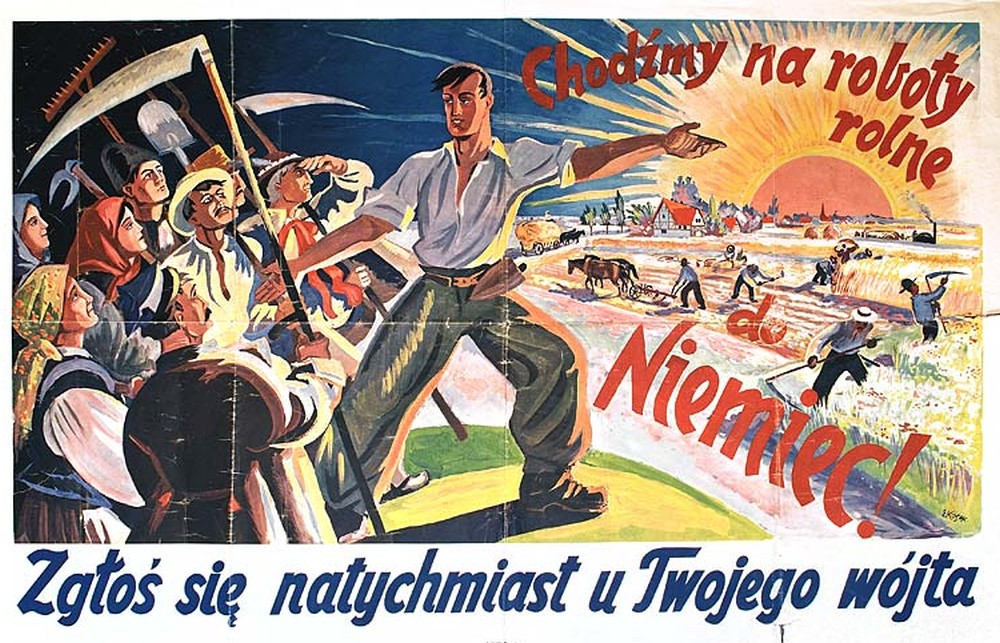
Plakat zur Anwerbung polnischer Arbeiter, 1940/1941
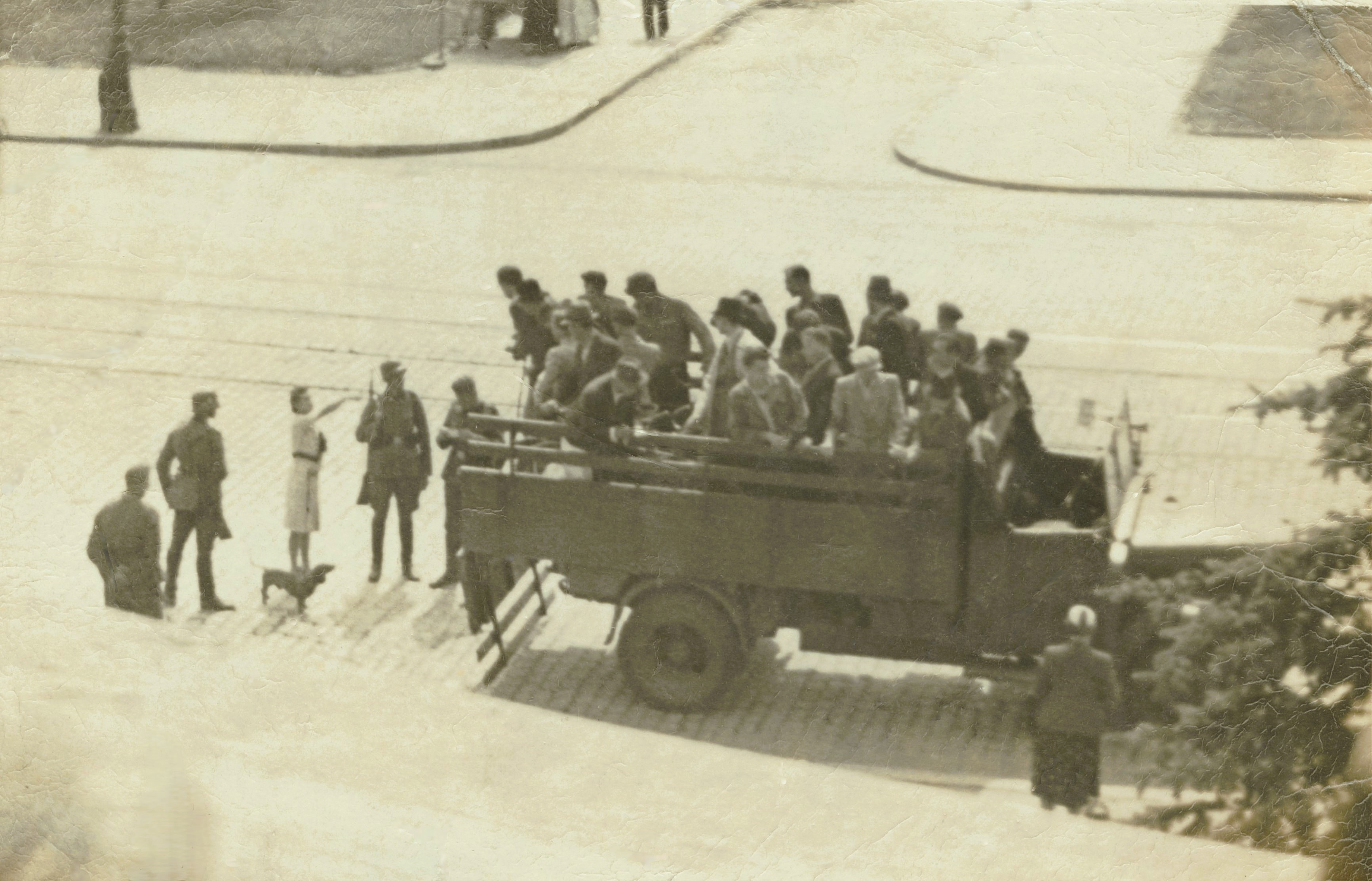
Willkürliche Verhaftung zur Zwangsarbeit, Warschau 1941
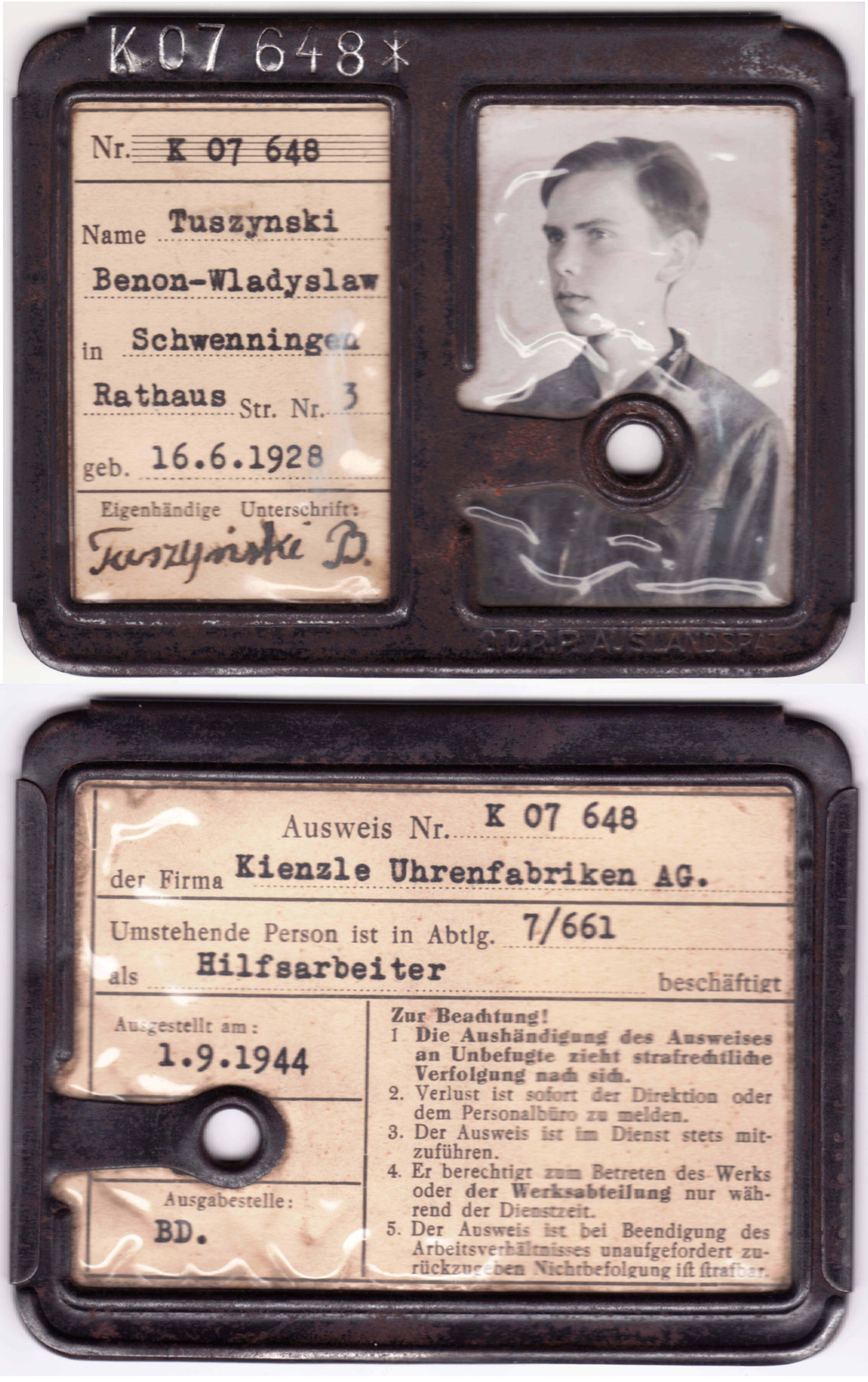
Werksausweis eines 16-jährigen polnischen Zwangsarbeiters bei Kienzle Uhren
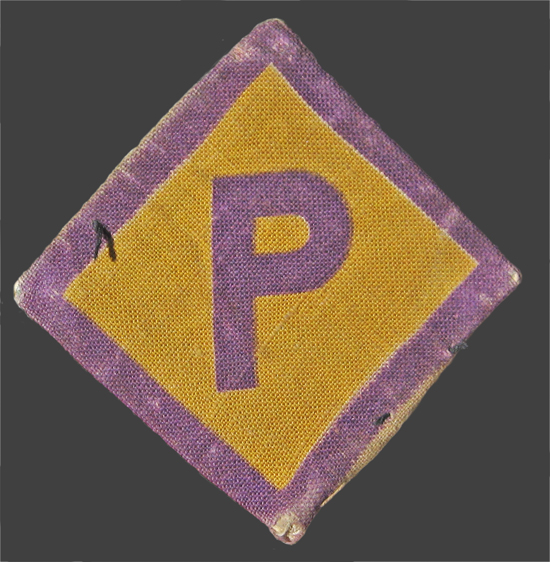
Kennzeichnung für polnische Zwangsarbeiter
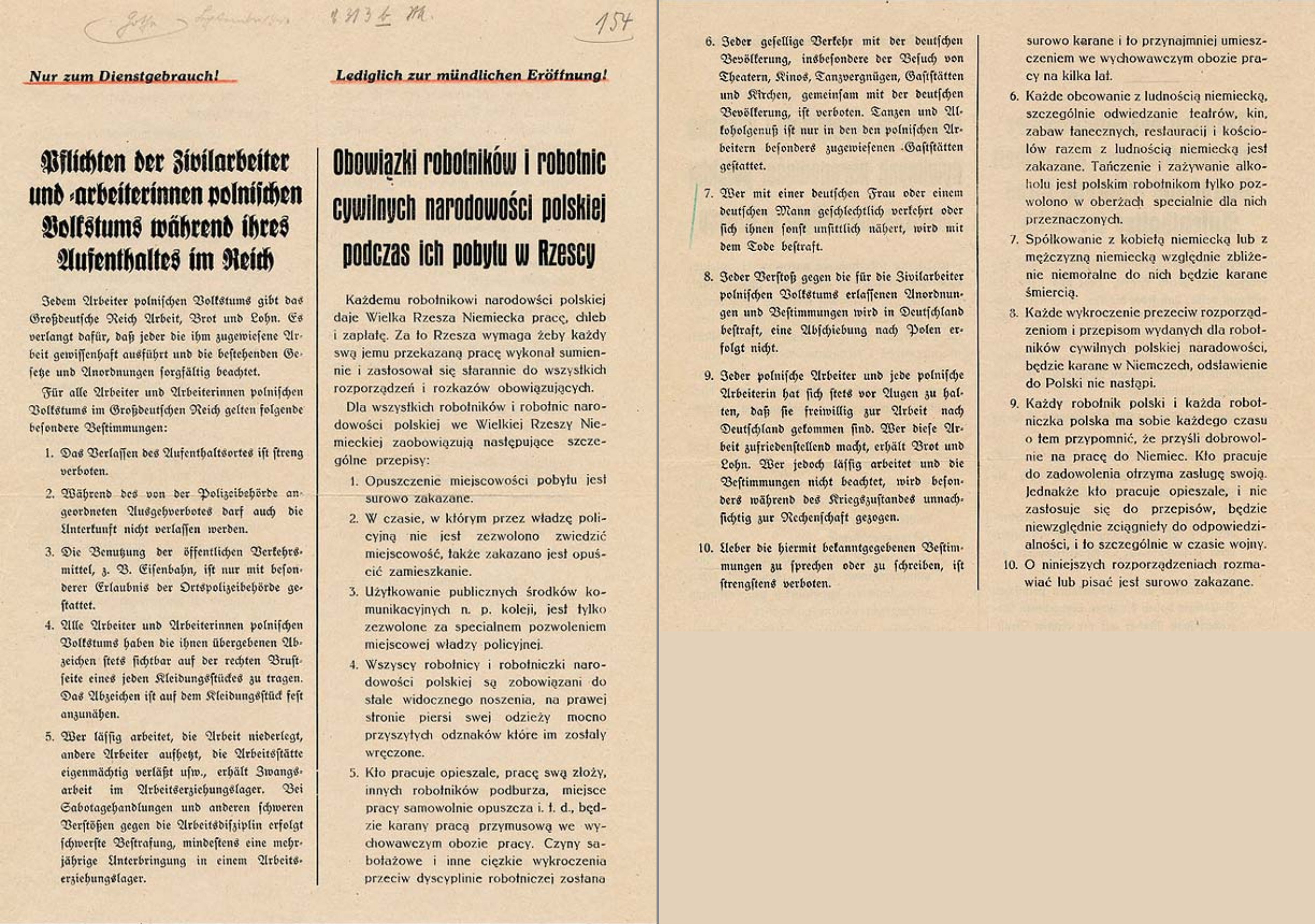
Faksimile von einem Polen-Erlass, 8. März 1940

### „Arisierung“ der Wirtschaft Polens

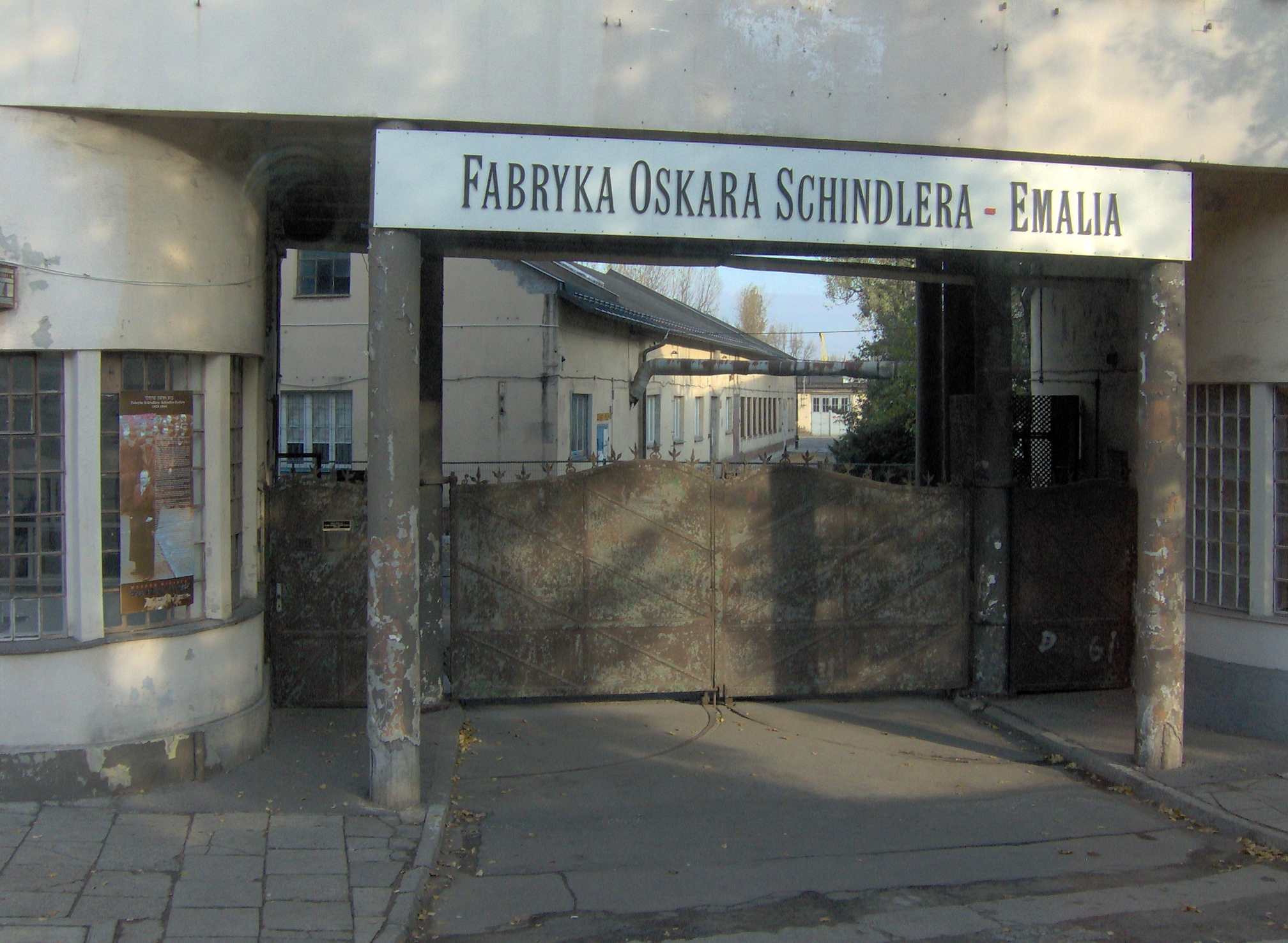
Oskar Schindler Emaillewarenfabrik in Krakau, 2006

Durch die Entrechtung der polnischen (slawischen und jüdischen) Bevölkerung und deren zunehmender Deportation und Liquidierung kam es zu Beginn der Besetzung zur Wegnahme von polnischem Vermögen zur individuellen oder lokalen Verwendung. Das wurde durch die Gründung der „Treuhandstelle Generalgouvernement“ und die „Haupttreuhandstelle Ost“ institutionalisiert. Als Rechtsgrundlage wurde die Polenvermögensverordnung (Verordnung über die Behandlung von Vermögen der Angehörigen des ehemaligen polnischen Staates vom 17. September 1940) erlassen. Ein Teil der Handelsunternehmen wurde für deutsche Kriegsteilnehmer zunächst in der Auffanggesellschaft für Kriegsteilnehmerbetriebe des Handels verwaltet. Zahlreiche arische Unternehmer und Banken gründeten oder kauften günstig Vermögen. Einer der bekanntesten ist der schillernde Oskar Schindler, der zahlreichen Juden das Leben rettete.

### Wirtschaft in den annektierten Provinzen
Die industriell und landwirtschaftlich entwickelten Gebiete Polens wurden am 26. Oktober 1939 annektiert. Vor dem Krieg wurden in diesen Gebieten 100 Prozent der Kohle Polens gefördert, 100 Prozent des Zinks, 97,5 Prozent des Roheisens, 90 Prozent des Stahls und 70 Prozent des Zuckers produziert. In diesen Gebieten waren 80 Prozent der polnischen Industriebetriebe konzentriert und die Getreideerträge lagen erheblich höher als im Landesdurchschnitt. Der verbleibende Teil des besetzten Polens wurde zum „Generalgouvernement“ gemacht, das entindustrialisiert werden sollte, Heimat für ein Volk von Wanderarbeitern und Abladeplatz für „unerwünschte“ Bevölkerungsgruppen Deutschlands.
Die Zielsetzung sah vor, die lokale Wirtschaft schnell in die Wirtschaft des Deutschen Reiches zu integrieren und sämtliche Ressourcen an Rohstoffen und Arbeitskräften für die Kriegsanstrengungen auszunutzen. Insbesondere sollten Polen und Juden enteignet und die Produktion gesteigert werden. Zunächst wurde das Vermögen der polnischen staatlichen Einrichtungen, politischen Organisationen und religiösen Gemeinschaften durch die neugegründete Haupttreuhandstelle Ost (HTO) beschlagnahmt. Auch private Betriebe und Unternehmen im Besitz von Polen und Juden wurden konfisziert. Auf diese Weise wurde annähernd 100 % des Vermögens beschlagnahmt, das den deutschen Zivilbehörden, der NSDAP, der Wehrmacht, der SS, Siedlern oder deutschen Bombengeschädigten zuging. Des Weiteren wurden Arbeiter für die deutsche Industrie angeworben oder später auch in ein Arbeitsverhältnis gezwungen. Insgesamt wurden etwa 2,8 Millionen polnische Zwangsarbeiter aus allen Territorien deportiert, so dass zum Beispiel im Wartheland ein Bevölkerungsrückgang um 12,2 % zu verzeichnen war.
Besondere Bedeutung kam dem Industriegebiet in Oberschlesien zu. In diesem Gebiet befanden sich 1764 Betriebe mit allein 65 Steinkohlegruben (Produktion: 79 Mio. t), 24 Erzgruben (Produktion: 60.000 t), 96 Eisenwerke (Produktion: 3 Mio. t Rohstahl und 1,9 Mio. t Stahl), 67 Chemiewerke, vier Kraftwerke und sieben Zementwerke und insgesamt 178.449 Facharbeitern (Stand 1940). Insbesondere die Stahl- und Steinkohleproduktion hatte an der Kriegswirtschaft einen maßgeblichen Anteil. Die Industrieproduktion wurde systematisch gesteigert, während 75 % der Handwerksbetriebe und Einzelhandelsgeschäfte bis 1942 ersatzlos geschlossen wurden.
Ebenfalls große Bedeutung erlangte die Landwirtschaft in den annektierten Provinzen, besonders im Wartheland, das als ein Überschussgebiet galt. Die polnischen Großbetriebe wurden aufgelöst und an prominente Nationalsozialisten oder hohe Offiziere vergeben. Lediglich in Westpreußen und Südostpreußen konnten polnische Bauern auf ihren Höfen bleiben, mussten jedoch die Ernte an die deutschen Behörden liefern. Im Übrigen wurden mittelgroße Betriebe von Volksdeutschen übernommen und die polnischen Eigentümer in das Generalgouvernement deportiert. Im Jahre 1942 erbrachte allein das Wartheland mit drei Millionen Tonnen Getreide 13 % des deutschen Gesamtbedarfes, sowie 30 % des Zuckerbedarfes.

### Wirtschaft im Generalgouvernement
Im Generalgouvernement hielten sich die Enteignungen im Vergleich zu den annektierten Gebieten in Grenzen. Die deutschen Besatzer konfiszierten jedoch das Vermögen des polnischen Staates, der Juden und der ins Ausland geflüchteten polnischen Bürger. Insgesamt machte dies etwa ein Drittel des Vermögensbestandes im Generalgouvernement aus. Der Bevölkerung wurden hohe Steuern auferlegt, deren Ertrag die Besoldung der im Generalgouvernement stationierten Wehrmacht, SS, Polizei und Verwaltung deckte. Zusätzlich wurden damit 1940 und 1941 die Straßenbauprogramme zur Vorbereitung des Krieges gegen die Sowjetunion finanziert.
Dem Generalgouvernement selbst wurde von Hitler trotz der Einwände des WiRüAmtes keine größere wirtschaftliche Bedeutung beigemessen. Es sollte lediglich Arbeitskräfte stellen und sich ansonsten mit dem Nötigsten selbst versorgen können. Man begann deshalb im Oktober 1939 damit, sämtliche vorhandenen Industrieanlagen und Maschinen zu demontieren und in das Deutsche Reich zu bringen. Dies verursachte Massenarbeitslosigkeit und Güterknappheit. Die Demontage hatte jedoch auch negative Folgen für die deutsche Rüstungswirtschaft, so dass man ab Januar 1940 dazu überging, die Fabriken im Generalgouvernement wieder instand zu setzen und ihre Produktion direkt zur Unterstützung der deutschen Kriegsanstrengungen einzusetzen. Im Zeitraum von September 1940 bis Juni 1944 stieg die Zahl jener Betriebe im Generalgouvernement, welche direkt für die Rüstungsindustrie produzierten, von 186 auf 404, was zu einem wesentlichen Teil auch darauf zurückzuführen war, dass einige deutsche Betriebe wegen der alliierten Bombenangriffe auf das Reichsgebiet nach Polen auswichen. Deren Produktion stieg im selben Zeitraum von 12.550.000 RM auf 86.084.000 RM.
Während die Überschussgebiete in den angegliederten Provinzen bereits für das Deutsche Reich produzierten, war das Territorium des Generalgouvernements ein landwirtschaftliches Zuschussgebiet. Deshalb war die Sicherstellung der Selbstversorgung dort das vorrangige Ziel. Die Versuche, dies durch rationelle Bewirtschaftung zu erreichen, blieben bis 1942 erfolglos und die Erträge blieben wegen ungünstiger Witterungsbedingungen sogar noch hinter den Erträgen der Vorkriegszeit zurück. Um die Produktion zu steigern, wurden ab 1942 zur Eintreibung der Erträge Zwangs- und Terrormaßnahmen angewandt. Auf diese Weise, und auch durch die systematische Vernichtung der jüdischen Bevölkerung, erreichte man einen sprunghaften Anstieg der landwirtschaftlichen Exporte. Waren noch 1940/41 lediglich 55.000 Tonnen Getreide und 122.000 Tonnen Kartoffeln in das Deutsche Reich exportiert worden, steigerte sich dies im Jahr 1943/44 auf 571.700 Tonnen Getreide und 387.000 Tonnen Kartoffeln. Zusätzlich versorgte das Generalgouvernement noch etwa 500.000 Soldaten der Wehrmacht, 50.000 Angehörige von Polizei und SS, sowie etwa 400.000 sowjetische Kriegsgefangene.

## Aufarbeitung

### Juristische Aufarbeitung

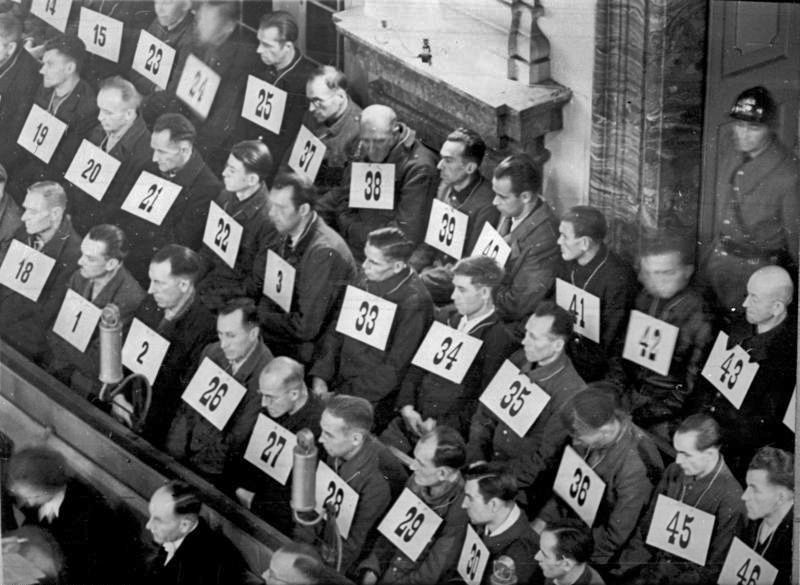
Angeklagte, Rastatter Prozesse, 1946

Angesichts der Gräueltaten in den von den Achsenmächten Deutschland, Japan und Italien besetzten Ländern wurde auf Initiative von neun Londoner Exilregierungen im Jahr 1943 die United Nations War Crimes Commission (UNWCC) ins Leben gerufen. Der Auftrag bestand aus der Beweissicherung, der Zusammenstellung von Täterlisten, Berichten an die Regierungen und Strafprozessvorbereitungen zu Kriegsverbrechen. Durch die Strafandrohung sollten potentielle Täter vor weiteren Taten abgeschreckt werden. Im Londoner Statut vom 8. August 1945 wurden die Straftaten für den Nürnberger Prozess gegen die Hauptkriegsverbrecher in Hauptkategorien zusammengefasst:
- Verbrechen gegen den Frieden (Art. 6a) durch Planung und Führung eines Angriffskrieges (entgegen dem Kellogg-Briand-Pakt von 1929)
- Kriegsverbrechen (Art. 6b): Mord, Misshandlungen, Deportationen zur Sklavenarbeit von Zivilpersonen und Kriegsgefangenen sowie die Plünderung und Zerstörung ohne militärische Notwendigkeit
- Verbrechen gegen die Menschlichkeit (Art. 6c): Mord, Ausrottung, Versklavung, Deportation oder andere unmenschliche Handlungen aus politischen, rassischen oder religiösen Gründen

Zahlreiche weitere Prozesse (z. B. die Rastatter Prozesse, der Frankfurter Auschwitz-Prozess und der Krakauer Auschwitzprozess) behandelten Vorfälle und Verbrechen in Polen, dadurch dass Polen der erste militärisch angegriffene Staat war, zahlreiche Täter erste Erfahrungen dort sammelten, sehr viele Polen zur Zwangsarbeit in Polen und im Reich herangezogen wurden und die meisten Vernichtungslager in Polen lagen.
Die Änderung zum polnischen Gesetz über das Institut für nationales Gedenken vom 6. Februar 2018 regelt den Diskurs über die Besatzungszeit. Öffentliche Äußerungen (ausgenommen sind Wissenschaft und Kunst) können mit Strafen bis zu drei Jahren geahndet werden, wenn damit Polen „faktenwidrig die Verantwortung oder Mitverantwortung für Verbrechen“ zugeschrieben werden soll, „die durch das Dritte Deutsche Reich begangen wurden“. Das Gesetz zielt hauptsächlich auf die Verwendung von Begriffen wie „polnische Todeslager“. National wie international kritisiert wird, dass auch Informationen zu tatsächlichen Kollaborationen von Polen mit den Nationalsozialisten und zu antisemitischen Gewalttaten durch die polnische Bevölkerung zensiert werden könnten.

### Forschung
Die polnische Literatur zur Geschichte der deutschen Besatzung in Polen 1939 bis 1945 ist äußerst umfangreich und komplex. Nach Schätzungen machen polnische Werke aus der Zeit der Volksrepublik etwa 80 % der vorhandenen Literatur aus, doch oft seien diese Bücher „durch lebensgeschichtliche Perspektive, Streichungen und Auslassungen, durch Zensur und Selbstzensur sowie gezielte politische und ideologische Verzerrungen im Dienste kommunistischer Erinnerungspolitik nur mit Sach- und Vorkenntnissen benutzbar.“ Obwohl die älteren Arbeiten unersetzlich für die weitere Forschung sind, müssen sie deshalb vielfach neu bewertet werden. Die erste Welle von Aufarbeitung in Polen setzte bereits in den ersten Jahren nach dem Ende des Zweiten Weltkrieges ein. Mitte der 1950er Jahre erfolgte nach Lockerung der Zensur eine zweite Welle, der in den 1980er Jahren eine dritte folgte. Schwerpunktmäßig erschienen während der zweiten Welle grundlegende Überblickswerke, während im Zuge der dritten biographische Darstellungen vor allem der Widerstandsbewegung im Mittelpunkt standen. Erst zu Beginn der 1990er Jahre erfolgte auch eine gezielte Aufarbeitung der Judenverfolgung in Polen, sowie des polnisch-jüdischen Verhältnisses überhaupt. Am Ende der 1990er Jahre erschienen noch einmal zahlreiche Werke der Erinnerungsliteratur und allgemeine literarische Aufarbeitungen. Die wissenschaftliche Aufarbeitung der Besatzungszeit stagniert jedoch seit 1989, wie auch die Forschungen zu der Problematik polnischer Kriegsgefangener im Deutschen Reich. Die Gründe dafür sieht der Historiker Hans-Jürgen Bömelburg darin, dass die Forschung bis zum Ende des Kommunismus zentral organisiert war, danach jedoch ihre politische Funktion verlor. Seitdem besteht in der Praxis kein nationales Forschungszentrum mehr. Problematisch sei außerdem die Archivlage, da Akten über mehrere polnische, deutsche, weißrussische und ukrainische Bestände verteilt seien.
In Deutschland begann die Aufarbeitung dieses Themas erst in den 1960er Jahren, wobei man in Westdeutschland dazu neigte, wenigen Institutionen wie dem SS- und Polizeiapparat die alleinige Verantwortung für Verbrechen zuzuweisen. In der Deutschen Demokratischen Republik hingegen wurde diese Verantwortung gemäß der offiziellen Faschismustheorie der Großindustrie zugeordnet. Die neuere deutsche Forschung (seit den 1970er Jahren) konzentrierte sich auf die nationalsozialistische Kulturpolitik und ihren Zusammenhang mit der Widerstandsbewegung sowie auf den Mord an den polnischen Juden. Nicht zuletzt „auf Grund des gegenwärtigen Standes der internationalen Holocaustforschung kann man für erwiesen erachten, dass die antisemitische Politik in den einzelnen von Nazi-Deutschland okkupierten Territorien alle Sphären des Lebens der jüdischen Bevölkerung betroffen hat.“ Vor allem ist aber auch die Täterforschung fast ausschließlich in Deutschland zu finden, da hier die notwendigen Archive zur Verfügung stehen. Ein zentrales Problem blieb jedoch, dass grundlegende polnische Werke aufgrund der Sprachbarriere nicht herangezogen wurden. Nach dem Ende des Kalten Krieges besserte sich die Situation. Zum einen wurden vermehrt Veröffentlichungen in englischer Sprache vorgelegt, zum anderen eigneten sich vor allem jüngere Wissenschaftler polnische Sprachkenntnisse an.

## Gedenken, Resonanz in Medien
- Muzeum II Wojny Światowej (Museum über den Zweiten Weltkrieg) in Danzig
- Instytut Pamięci Narodowej (Institut für Nationales Gedenken) mit Hauptsitz in Warschau
- vorläufiges Gedenkzeichen für die polnischen Opfer des Zweiten Weltkriegs und die Opfer der deutschen Besatzungsherrschaft in Polen 1939-1945 in Berlin, Heinrich-von-Gagern-Straße, am ehemaligen Standort der Krolloper, in Sichtweite des Deutschen Bundestags und des Bundeskanzleramts (enthüllt am 16. Juni 2025, im Vorgriff auf das geplante Deutsch-Polnische Haus)[63][64][65]

## Einzelbelege
1. ↑  Jochen Böhler: Auftakt zum Vernichtungskrieg. Die Wehrmacht in Polen 1939. Eine Publikation des Dt. Historischen Instituts Warschau. Fischer TB, Frankfurt a. M. 2006, S. 37–39.
2. ↑  Abgedruckt in: Janusz Piekałkiewicz: Polenfeldzug. Hitler und Stalin zerschlagen die Polnische Republik. Augsburg 1998, S. 16 f.
3. ↑  Christian Hartmann, Sergej Slutsch: Franz Halder und die Kriegsvorbereitungen im Frühjahr 1939. Eine Ansprache des Generalstabschefs des Heeres, in: Vierteljahrshefte für Zeitgeschichte 45 (1997), S. 485–486.
4. ↑  Die Polen im Urteil geschichtlicher Persönlichkeiten, in: Militärwissenschaftliche Rundschau 1 (1940), S. 100.
5. ↑  Jochen Böhler: Auftakt zum Vernichtungskrieg. Die Wehrmacht in Polen 1939. Eine Publikation des Dt. Historischen Instituts Warschau. Fischer TB, Frankfurt am Main 2006, S. 38–41.
6. 1 2  Rolf-Dieter Müller: Der Feind steht im Osten: Hitlers geheime Pläne für einen Krieg gegen die Sowjetunion im Jahre 1939. Berlin 2011, S. 146.
7. ↑  Hans-Jürgen Bömelburg: Die deutsche Besatzungspolitik in Polen 1939–1945, in: Bernhard Chiari (Hrsg.): Die polnische Heimatarmee – Geschichte und Mythos der Armia Krajowa seit dem Zweiten Weltkrieg, München 2003, S. 58.
8. ↑  Eberhard Aleff: Das Dritte Reich. Hannover 1973, S. 174.
9. ↑  Tomasz Szarota: Polen unter deutscher Besatzung, 1939–1941 – Vergleichende Betrachtung, in: Bernd Wegener (Hrsg.): Zwei Wege nach Moskau – Vom Hitler-Stalin-Pakt bis zum „Unternehmen Barbarossa“, München/Zürich 1991, S. 43.
10. ↑  Horst Rohde: Hitlers erster „Blitzkrieg“ und seine Auswirkungen auf Nordosteuropa, in: Das Deutsche Reich und der Zweite Weltkrieg, Bd. 2, Hrsg. Militärgeschichtlichen Forschungsamt, Stuttgart 1988, S. 137.
11. ↑  Wolfgang Bleyer, Elisabeth Brachmann-Teubner, Gerhart Hass, Helma Kaden, Manfred Kuhnt, Norbert Müller, Ludwig Nestler, Fritz Petrick, Werner Röhr, Wolfgang Schumann, Martin Seckendorf (Hrsg.-Kollegium unter Leitung von Wolfgang Schumann): Nacht über Europa: die Okkupationspolitik des deutschen Faschismus (1938–1945). Achtbändige Dokumentenedition, Bd. 2, Die faschistische Okkupationspolitik in Polen (1939–1945). Köln 1989, ISBN 3-7609-1260-5, S. 170.
12. ↑  Horst Rohde: Hitlers erster „Blitzkrieg“ und seine Auswirkungen auf Nordosteuropa, in: Das Deutsche Reich und der Zweite Weltkrieg, Bd. 2, Stuttgart 1988, S. 136.
13. ↑  Hans Umbreit: Auf dem Weg zur Kontinentalherrschaft, in: Das Deutsche Reich und der Zweite Weltkrieg, Bd. 5/1, hrsg. vom Militärgeschichtlichen Forschungsamt, Stuttgart 1988, S. 31.
14. ↑  Helmut Krausnick, Hans-Heinrich Wilhelm: Die Truppe des Weltanschauungskrieges. Die Einsatzgruppen der Sicherheitspolizei und des SD 1938–1942. Deutsche Verlags-Anstalt, Stuttgart 1981.
15. ↑  Hans Umbreit: Auf dem Weg zur Kontinentalherrschaft, in: Das Deutsche Reich und der Zweite Weltkrieg, Bd. 5/1, Stuttgart 1988, S. 36.
16. ↑  Wolfgang Bleyer, Elisabeth Brachmann-Teubner, Gerhart Hass, Helma Kaden, Manfred Kuhnt, Norbert Müller, Ludwig Nestler, Fritz Petrick, Werner Röhr, Wolfgang Schumann, Martin Seckendorf (Hrsg.-Kollegium unter Leitung von Wolfgang Schumann): Nacht über Europa: die Okkupationspolitik des deutschen Faschismus (1938–1945). Achtbändige Dokumentenedition, Bd. 2, Die faschistische Okkupationspolitik in Polen (1939–1945). Köln 1989, ISBN 3-7609-1260-5, S. 36, 133 f.
17. ↑  Hans Umbreit: Auf dem Weg zur Kontinentalherrschaft, in: Das Deutsche Reich und der Zweite Weltkrieg, Bd. 5/1, Stuttgart 1988, S. 41.
18. ↑  Bogdan Musial: Das Schlachtfeld zweier totalitärer Regime, in: Klaus-Michael Mallmann, Bogdan Musial (Hrsg.): Genesis des Genozids – Polen 1939–1941, Darmstadt 2004, S. 13.
19. ↑  Hans Umbreit: Auf dem Weg zur Kontinentalherrschaft, in: Das Deutsche Reich und der Zweite Weltkrieg, Bd. 5/1, Stuttgart 1988, S. 43 ff.
20. ↑  Hans Umbreit: Die deutsche Herrschaft in den besetzten Gebieten 1942–1945, in: Das Deutsche Reich und der Zweite Weltkrieg, Bd. 5/2, Stuttgart 1999, S. 12 f.
21. ↑  Bogdan Musial: Das Schlachtfeld zweier totalitärer Regime, in: Klaus-Michael Mallmann, Bogdan Musial (Hrsg.): Genesis des Genozids – Polen 1939–1941. Darmstadt 2004, S. 14.
22. ↑  Bogdan Musial: Das Schlachtfeld zweier totalitärer Regime, in: Klaus-Michael Mallmann, Bogdan Musial (Hrsg.): Genesis des Genozids – Polen 1939–1941. Darmstadt 2004, S. 15.
23. ↑  Isabel Heinemann, Rasse, Siedlung, deutsches Blut, Wallstein Verlag, Göttingen 2003, S. 225ff, ISBN 3-89244-623-7.
24. ↑  Martin Broszat: Nationalsozialistische Polenpolitik. 1939–1945. Deutsche Verlags-Anstalt, Stuttgart 1961, Schriftenreihe der Vierteljahrshefte für Zeitgeschichte 2, ISSN 0506-9408.
25. 1 2 3  Bogdan Musial: Das Schlachtfeld zweier totalitärer Regime, in: Klaus-Michael Mallmann, Bogdan Musial (Hrsg.): Genesis des Genozids – Polen 1939–1941. Darmstadt 2004, S. 17.
26. ↑  Antoni Czubinski: Western Poland under Nazi Occupation, in: David W. Pike (Hrsg.): The Opening of the Second World War, New York/San Francisco/Bern 1991, S. 119.
27. ↑  Götz Aly: Hitlers Volksstaat, Frankfurt am Main 2005, S. 94–97.
28. ↑  Bogdan Musial: Das Schlachtfeld zweier totalitärer Regime, in: Klaus-Michael Mallmann, Bogdan Musial (Hrsg.): Genesis des Genozids – Polen 1939–1941. Darmstadt 2004, S. 15 f.
29. ↑  Denkschrift RFSS vom 15. Mai 1940: Einige Gedanken über die Behandlung der Fremdvölkischen im Osten
30. ↑  Ein Recht auf Souvenirs, die Welt, 24. Juli 1999, abgerufen am 2. Oktober 2014.
31. ↑  Edmund Nowak: Polnische Kriegsgefangene im „Deutschen Reich“, in: Günter Bischof, Stefan Karner, Barbara Stelzl-Marx (Hrsg.): Kriegsgefangene des Zweiten Weltkrieges, R. Oldenbourg Verlag, Wien/München 2005, S. 710.
32. ↑  Rüdiger Overmans: Die Kriegsgefangenenpolitik des Deutschen Reiches 1939 bis 1945, in: Das Deutsche Reich und der Zweite Weltkrieg, Bd. 9/2, München 2005, S. 738–755.
33. ↑  Marek Ney-Krwawicz: Die Führung der Republik Polen im Exil, in: Bernhard Chiari (Hrsg.): Die polnische Heimatarmee – Geschichte und Mythos der Armia Krajowa seit dem Zweiten Weltkrieg. München 2003, S. 151 ff.
34. ↑  Bogdan Musial: Das Schlachtfeld zweier totalitärer Regime, in: Klaus-Michael Mallmann, Bogdan Musial (Hrsg.): Genesis des Genozids – Polen 1939–1941. Darmstadt 2004, S. 16.
35. ↑  Horst Rohde: Hitlers erster „Blitzkrieg“ und seine Auswirkungen auf Nordosteuropa, in: Das Deutsche Reich und der Zweite Weltkrieg, Bd. 2, Stuttgart 1988, S. 146–148.
36. ↑  Rüdiger Overmans: Die Kriegsgefangenenpolitik des Deutschen Reiches 1939 bis 1945, in: Das Deutsche Reich und der Zweite Weltkrieg, Bd. 9/2, München 2005, S. 753.
37. ↑  Thomas Urban: Der Verlust: die Vertreibung der Deutschen und Polen im 20. Jahrhundert. Beck, München 2006, S. 93 ff.
38. ↑  Helmut Krausnick: Hitlers Einsatzgruppen – Eine Truppe des Weltanschauungskrieges 1939–1942. Frankfurt am Main 1985, S. 76.
39. ↑  Tobias Jersak: Entscheidung zu Mord und Lüge – Die deutsche Kriegsgesellschaft und der Holocaust. In: Das Deutsche Reich und der Zweite Weltkrieg. Bd. 9/1, München 2004, S. 277–280.
40. ↑  Robin O’Neil: A Reassessment: Resettlement Transports to Belzec, March-December 1942. auf: jewishgen.org/
41. ↑  P. Burchard: Pamiątki i zabytki kultury żydowskiej w Polsce. 1. Auflage. „Reprint“ Piotr Piotrowski, Warszawa 1990, S. 174.
42. ↑  Thomas Sandkühler: Die Täter des Holocaust. In: Karl Heinrich Pohl: Wehrmacht und Vernichtungspolitik. Göttingen 1999, S. 47.
43. ↑  Frank Golczewski in Wolfgang Benz: Dimension des Völkermordes. Deutscher Taschenbuch Verlag, 1996, ISBN 3-423-04690-2, S. 468.
Schätzung der Opferzahl im Treblinka-Prozess mindestens 700.000; nach Rachel Auerbach: 1.074.000, diese wird von Golczewski als wahrscheinlich angesehen.
44. ↑  Zitat nach Hans-Erich Volkmann: Ökonomie und Expansion – Grundzüge der NS-Wirtschaftspolitik, München 2003, S. 222.
45. ↑  Zitat nach Robert Seidel: Deutsche Besatzungspolitik in Polen – Der Distrikt Radom 1939–1945. Paderborn/München/Wien/Zürich 2006, S. 89.
46. ↑  Bogdan Musial: Das Schlachtfeld zweier totalitärer Regime, in: Klaus-Michael Mallmann, Bogdan Musial (Hrsg.): Genesis des Genozids – Polen 1939–1941. Darmstadt 2004, S. 18.
47. ↑  Verordnung über die Behandlung von Vermögen der Angehörigen des ehemaligen polnischen Staates abgerufen am 16. September 2014.
48. ↑  „Held im Zwielicht“. In: Spiegel. 4. Oktober 2005, abgerufen am 16. September 2014.
49. ↑  Wolfgang Bleyer, Elisabeth Brachmann-Teubner, Gerhart Hass, Helma Kaden, Manfred Kuhnt, Norbert Müller, Ludwig Nestler, Fritz Petrick, Werner Röhr, Wolfgang Schumann, Martin Seckendorf (Hrsg.-Kollegium unter Leitung von Wolfgang Schumann): Nacht über Europa: die Okkupationspolitik des deutschen Faschismus (1938–1945). Achtbändige Dokumentenedition, Bd. 2, Die faschistische Okkupationspolitik in Polen (1939–1945). Köln 1989, ISBN 3-7609-1260-5, S. 23.
50. ↑  Hans-Jürgen Bömelburg: Die deutsche Besatzungspolitik in Polen 1939–1945, in: Bernhard Chiari (Hrsg.): Die polnische Heimatarmee – Geschichte und Mythos der Armia Krajowa seit dem Zweiten Weltkrieg, München 2003, S. 70.
51. ↑  Bogdan Musial: Das Schlachtfeld zweier totalitärer Regime, in: Klaus-Michael Mallmann, Bogdan Musial (Hrsg.): Genesis des Genozids – Polen 1939–1941, Darmstadt 2004, S. 18 f.
52. ↑  Hans-Jürgen Bömelburg: Die deutsche Besatzungspolitik in Polen 1939–1945, in: Bernhard Chiari (Hrsg.): Die polnische Heimatarmee – Geschichte und Mythos der Armia Krajowa seit dem Zweiten Weltkrieg. München 2003, S. 69.
53. ↑  Bogdan Musial: Das Schlachtfeld zweier totalitärer Regime, in: Klaus-Michael Mallmann, Bogdan Musial (Hrsg.): Genesis des Genozids – Polen 1939–1941. Darmstadt 2004, S. 20.
54. ↑  Bogdan Musial: Das Schlachtfeld zweier totalitärer Regime, in: Klaus-Michael Mallmann, Bogdan Musial (Hrsg.): Genesis des Genozids – Polen 1939–1941. Darmstadt 2004, S. 21.
55. ↑  Statut für den Internationalen Militärgerichtshof vom 8. August 1945 (PDF)
56. ↑  Ustawa z dnia 26 stycznia 2018 r. o zmianie ustawy o Instytucie Pamięci Narodowej – Komisji Ścigania Zbrodni przeciwko Narodowi Polskiemu, ustawy o grobach i cmentarzach wojennych, ustawy o muzeach oraz ustawy o odpowiedzialności podmiotów zbiorowych za czyny zabronione pod groźbą kary, Art. 1
57. ↑  Mitschuld verneinen. Umstrittenes Holocaust-Gesetz in Polen. In: FAZ. 1. Februar 2018, abgerufen am 6. Februar 2018.
58. ↑  Gabriele Lesser: Warschau verbietet, Polen als Nazi-Kollaborateure zu bezeichnen. In: Der Standard. 27. Januar 2018, abgerufen am 6. Februar 2018.
59. ↑  So Hans-Jürgen Bömelburg: Die deutsche Besatzungspolitik in Polen 1939–1945, in: Bernhard Chiari (Hrsg.): Die polnische Heimatarmee – Geschichte und Mythos der Armia Krajowa seit dem Zweiten Weltkrieg. München 2003, S. 52.
60. ↑  Edmund Nowak: Polnische Kriegsgefangene im „Deutschen Reich“, in: Günter Bischof, Stefan Karner, Barbara Stelzl-Marx (Hrsg.): Kriegsgefangene des Zweiten Weltkrieges. R. Oldenbourg Verlag, Wien/München 2005, S. 706–708.
61. ↑  Hans-Jürgen Bömelburg: Die deutsche Besatzungspolitik in Polen 1939–1945, in: Bernhard Chiari (Hrsg.): Die polnische Heimatarmee – Geschichte und Mythos der Armia Krajowa seit dem Zweiten Weltkrieg. München 2003, S. 55.
62. ↑  Zit. n. Jaroslava Milotová, Michael Wögerbauer: Theresienstädter Studien und Dokumente 2005, Sefer, Prag 2005, ISBN 80-85924-46-3, S. 10.
63. ↑  https://www.polskieradio.pl/400/7764/Artykul/3538404,provisorisches-denkmal-f%C3%BCr-polnische-opfer-der-deutschen-besatzung-in-berlin-enth%C3%BCllt
64. ↑  https://www.tagesschau.de/inland/gesellschaft/gedenkort-polen-100.html